# Jaroslav Janák

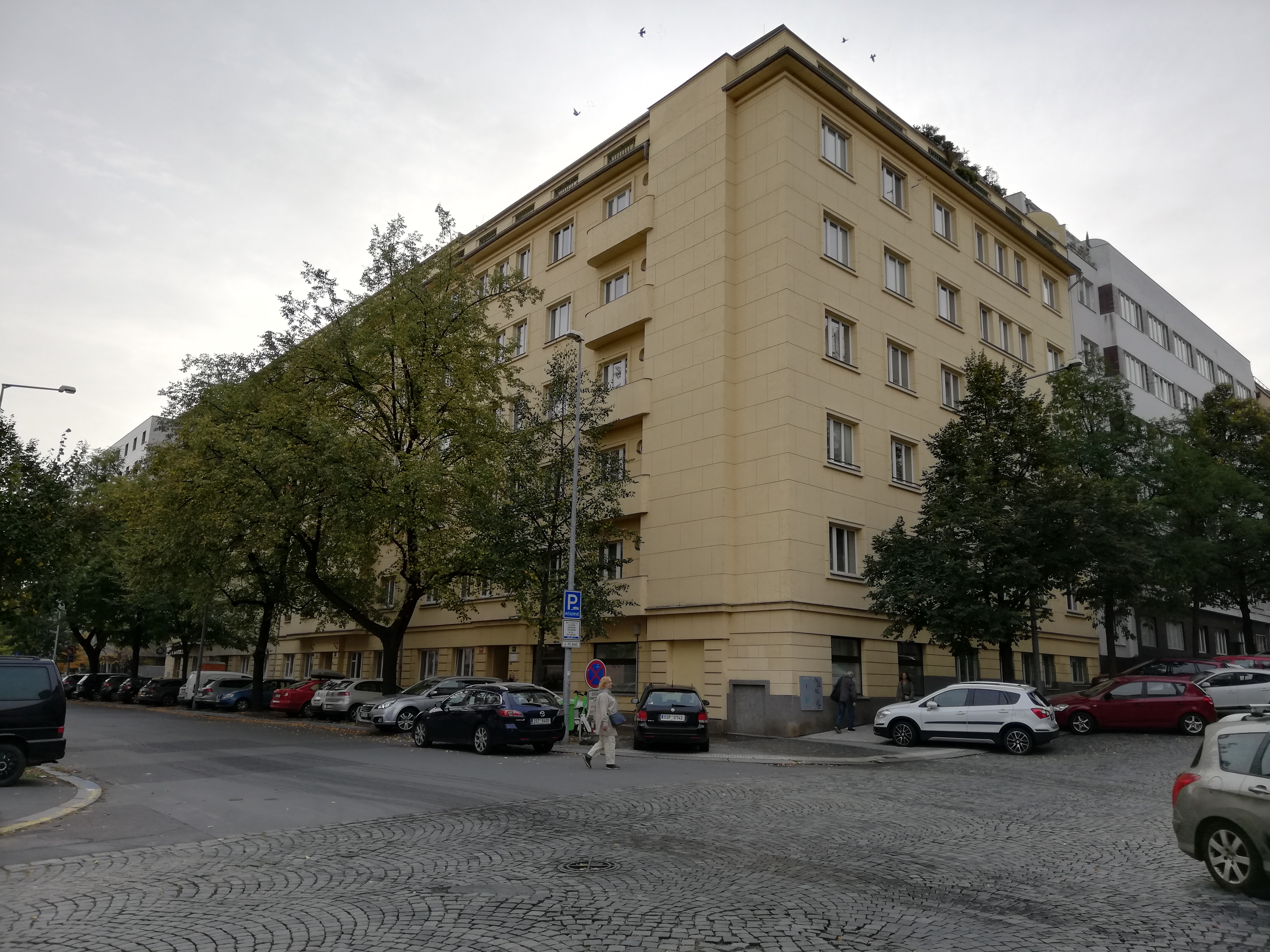
Rohový činžovní dům na adrese: Lucemburská 1856/40, 130 00 Praha 3 - Žižkov. Zde bydlel Jaroslav Janák v době druhé světové války a krátce po ní

Jaroslav Janák (10. prosince 1889 Kovářov – 11. června 1971 Zbraslav nad Vltavou) byl český katolický duchovní, vojenský kaplan, autor pomůcky pro vojenské duchovní a (v generálské hodnosti) přednosta vojenské duchovní služby v letech 1946 až 1949.
Jaroslav Janák zahájil svoji kariéru jako záložní kurát rakousko-uherské armády. Později pracoval v duchovní správě československé prvorepublikové armády a za protektorátu se angažoval v domácím odboji. Na konci druhé světové války se aktivně účastnil pražského květnového povstání a v poválečných letech se opět do armády vrátil. Stál u znovuobnovení armádní duchovní služby, v letech 1946 až 1949 byl (jako poslední přednosta duchovní služby) pověřen jejím vedením. Kromě svých služebních důstojnických povinností vykonával i mimo armádu pastorační činnost. Sehrál důležitou úlohu při objevování a propagaci některých přírodních lokalit ve Slovenském krasu v rámci svého působení v Klubu československých turistů (KČST).

## Stručný životopis

### Mládí a studia
Jaroslav Janák se narodil dne 10. prosince 1889 v Kovářově nedaleko Milevska. Jeho otcem byl Václav Janák, učitel na obecné škole v Kovářově, jeho matkou byla Antonie Janáková rozená Šimečková. Jaroslav Janák prožil dětství v Kovářově a od roku 1901 v nedalekých Lašovicích. V Českých Budějovicích vystudoval jak gymnázium, tak i teologii. (Jeho primiční mše se konala 19. července 1914 v Lašovicích.)

### První světová válka a meziválečné období
Během první světové války sloužil jako polní kurát (vojenský kaplan) a to nejprve v záložní nemocnici v Praze a později pobýval s vojáky na území Maďarska a Albánie. Po skončení první světové války a vzniku samostatného Československa působil mnoho let na Slovensku. Ve svém volném čase, jako člen Klubu Československých turistů v Košicích, se podílel na značení slovenských turistických cest a popularizaci některých lokalit ve Slovenského krasu. V meziválečném období pokračovala i jeho vojenská kariéra. Výkon jeho služby kladně hodnotil i tehdejší hlavní kaplan – generál duchovní služby Msgre. Metoděj Kubáň.

### Druhá světová válka
Jako důstojník Československé armády a vlastenec velmi těžce nesl přijetí Mnichovské dohody a následnou okupaci republiky v březnu 1939. Zapojil se proto do protinacistického odboje v řadách Obrany národa a podílel se na organizaci pomoci rodinám zatčených a pronásledovaných důstojníků československé armády.
Dne 6. února 1940 byl Jaroslav Janák zatčen gestapem a podroben zostřeným výslechům spojeným s mučením a odpíráním jídla a pití, v důsledku čehož se u něj projevily závažné zdravotní a psychické problémy. Ve velmi špatném stavu byl dne 11. dubna 1940 převezen do vězeňské nemocnice a poté do ústavu pro duševně choré v Praze. Po zotavení setrval v ústavu pro duševně choré a dále se účastnil odbojové činnosti a to až do začátku května roku 1945. Po vypuknutí pražského květnového povstání požádal lékaře o propuštění a během povstání působil u vojenského velitelství Praha - střed.

### Po druhé světové válce
Po skončení druhé světové války se jednáními s vysokými armádními představiteli a ministrem národní obrany zasadil o obnovení duchovní služby v poválečné československé armádě. Dne 1. února 1946 byl Jaroslav Janák ustanoven přednostou duchovního oddělení.
A byl to právě generál Jaroslav Janák, kdo se zasloužil o budování válečných hřbitovů i zbudování důstojného památníku na Dukle a v Liptovském Mikuláši.
Vítězný únor 1948 a uchopení státní moci do rukou KSČ znamenal postupné rušení duchovní služby a následný odchod vojenských duchovních z armády. Osoby zřetelně nastolenému režimu nepohodlné byly v krátkém čase z armády propuštěny, ostatní vojenští kaplani, kteří se nechtěli novým společenským pořádkům podřídit, byli izolováni, jejich propouštění bylo postupné a bylo prováděno na základě individuálního přístupu tak, že se již jejich uvolněná místa v armádní struktuře žádnými náhradníky neobsazovala.
Systém výchovy vojáků v armádě byl postupně měněn a jeho základy byly budovány na principech nedílné velitelské pravomoci, marxismu-leninismu a ateismu. Definitivně se uzavřela historie vojenské duchovní služby v československé armádě v roce 1950.
Jaroslav Janák byl k 1. květnu 1949 odeslán na zdravotní dovolenou, která měla trvat až do doby vyřízení jeho penzionování. Poté, co byl ke dni 1. srpna 1949 penzionován, přestěhoval se na pražskou Zbraslav, kde pak žil až do své smrti dne 11. června 1971. Byl pochován v Milevsku do rodinné hrobky.

## Podrobný životopis

### Dětství a obecná škola

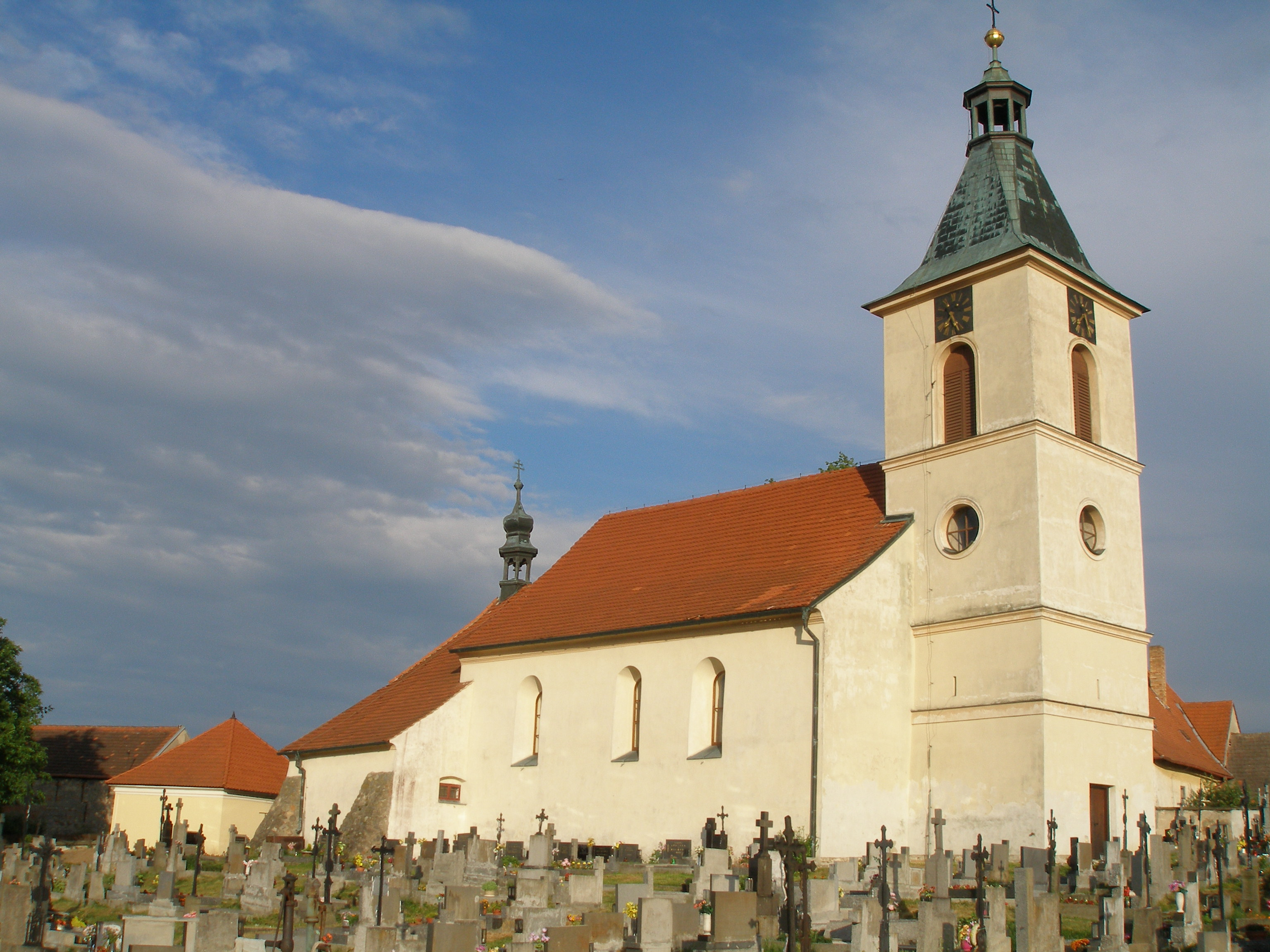
Kostel Všech svatých v Kovářově

Jaroslav Janák se narodil 10. prosince 1889 v Kovářov nedaleko Milevska jako prvorozený syn Václava Janáka a jeho manželky Antonie Janákové rození Šimečkové. Jeho otec byl učitelem. Jaroslav měl tři sestry (Marii, Annu a Antonii) a čtyři bratry (Bohumila, Karla, Zdeňka a Ladislava). Čtyři roky obecné školy absolvoval v Kovářově ve třídě řídícího učitele Josefa Koubka. Ve zdejším kostele Všech svatých byl Jaroslav Janák pokřtěn, potom zde jako chlapec ministroval a po létech zde sloužil mši svatou. V roce 1901 se rodina přestěhovala do nedalekých Lašovic, protože jeho otec tam získal nové místo kantora na tamní škole.

### Středoškolská studia
V roce 1902 zahájil studium (s vyučovací řečí českou) na Vyšším gymnáziu v Českých Budějovicích. Byl ubytován v českobudějovickém Malém studentském semináři a vedl zde osamělý život občas oživený dlouhými nedělními vycházkami do okolní přírody. V Lašovicích pobýval jen během prázdnin, ale na dlouhých procházkách ve společnosti svého otce zavítal i do blízkých Záhořan, kde hrával ochotnické divadlo nebo chodil lovit koroptve a zajíce. Na středoškolských studiích měl průměrné výsledky; vynikal v matematice, měl rád i fyziku, mineralogii a botaniku; v latině a řečtině nevynikal a jazyk německý se mu protivil. Maturitní zkoušku úspěšně složil 5. července 1910 a v témže roce předstoupil i před vojenskou odvodní komisi, ale do c. a k. rakousko–uherské armády odveden nebyl.

### Teologická studia

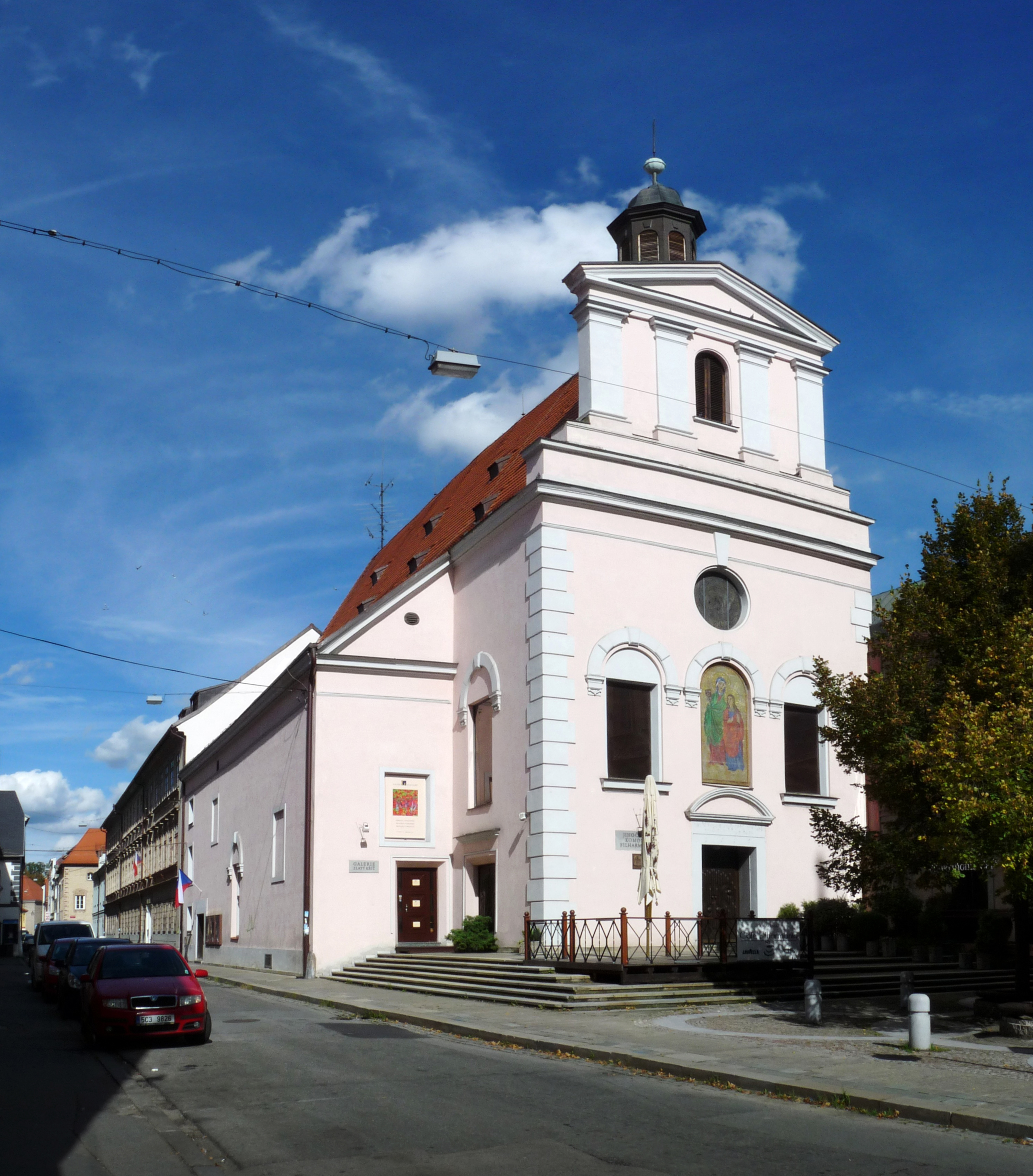
Kostel svaté Anny (České Budějovice)

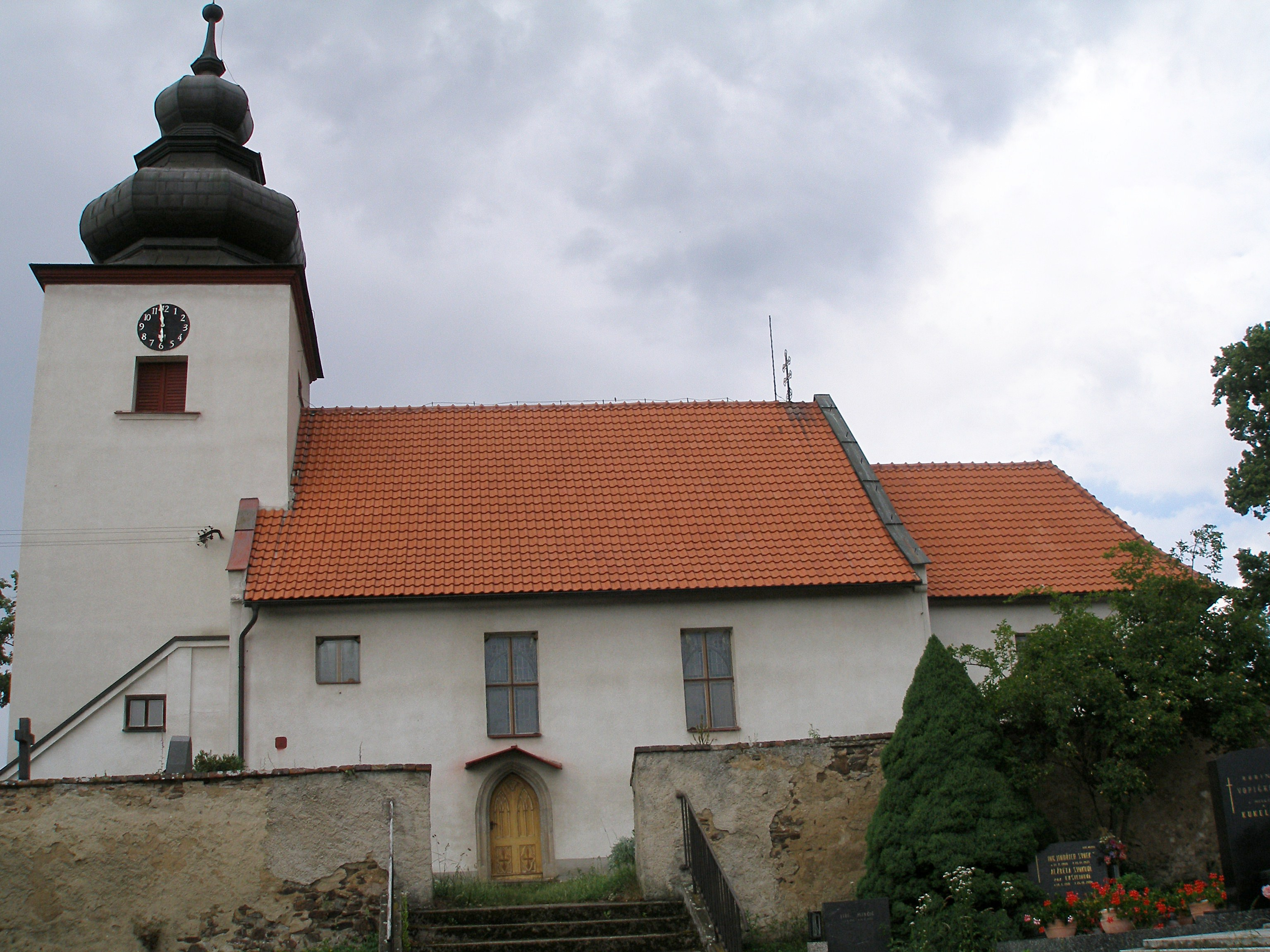
Kostel Navštívení Panny Marie v Lašovicích

V září roku 1910 zahájil vysokoškolské studium na Teologickém ústavu v Českých Budějovicích. Bohoslovecká studia s českou a latinskou vyučovací řečí zahájil na základě neutěšené finanční situace rodiny, především po naléhání své matky a navzdory svému snu studovat spíše strojní inženýrství. Během studia si oblíbil biblistiku (pro její vazbu na archeologické vykopávky) a moderní výklad Bible. V roce 1913 Jaroslav Janák publikoval v Almanachu českobudějovických bohoslovců svůj první článek ke 30. výročí úmrtí spisovatele, vlastence a národního buditele biskupa Jana Valeriána Jirsíka (1798–1883). Během čtyřletého studia působil jako varhaník v kostele semináře u svaté Anny. S výtečným prospěchem absolvoval bohoslovecké studium 9. července 1914; dne 12. července 1914 přijal kněžské svěcení a svoji primiční mši sloužil v kostele Navštívení Panny Marie v Lašovicích 19. července 1914 za asistence lašovického faráře Karla Němce.

### Civilní duchovní správa

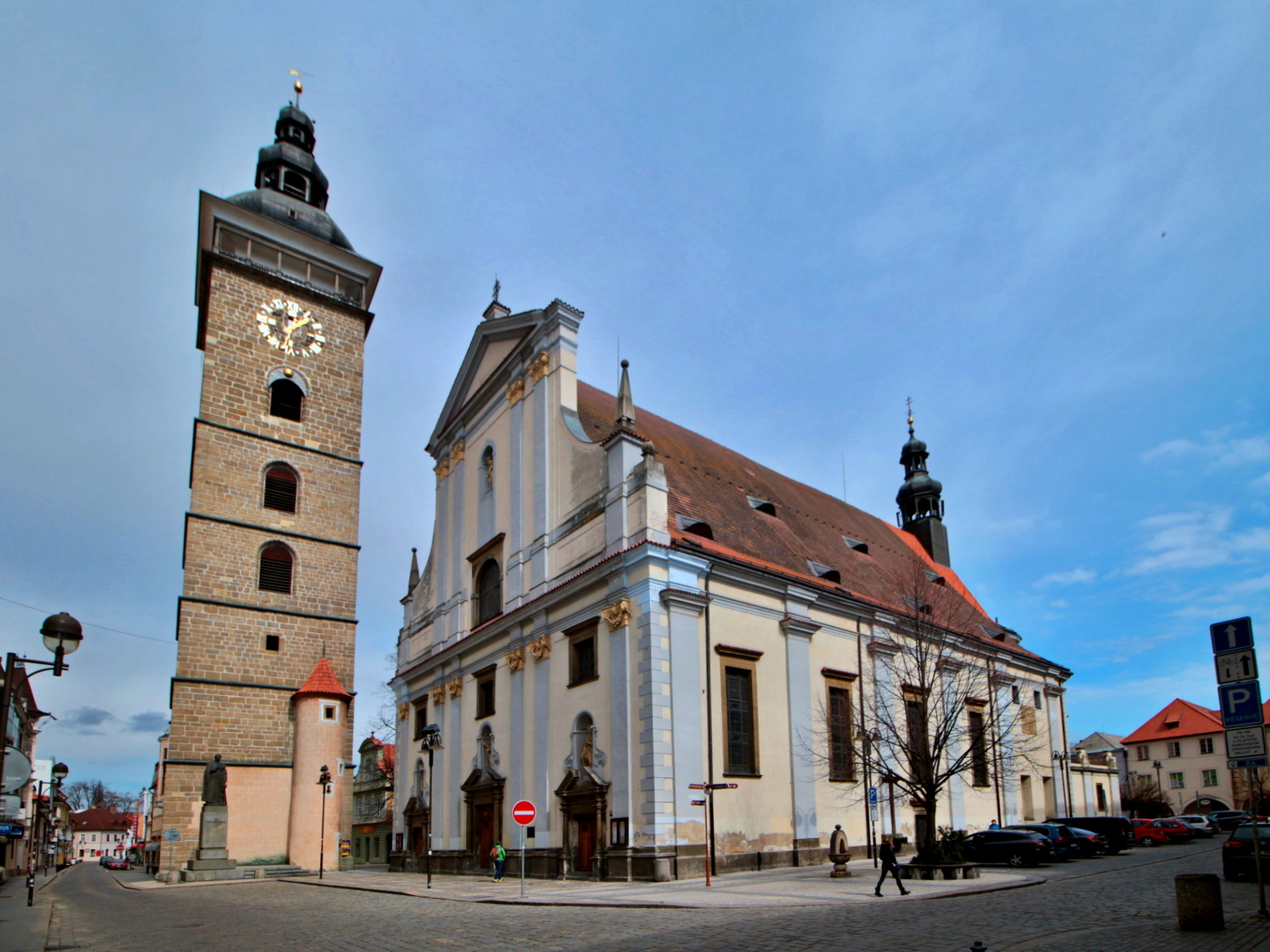
Katedrála svatého Mikuláše v Českých Budějovicích

Od 1. září 1914 byl ustanoven do funkce kaplana v dnes již zaniklé převážně německé obci Kunžvart (Kuschwarda; Kušvarda; dnes městys Strážný) na Šumavě. Jako domobranec byl 19. prosince 1914 odveden do c. a k. rakousko–uherské armády s tím, že dále zůstával v civilní duchovní správě. Dne 1. července 1915 byl na dva měsíce přemístěn do osady Záboří u Blatné, ale 1. září 1914 se vrátil do Českých Budějovic. V Českých Budějovicích byl Jaroslav Janák určen do funkce vikaristy v katedrále svatého Mikuláše. V této náročné funkci vykonával každodenní službu v katedrále, pravidelně asistoval biskupovi a kanovníkům a zároveň vyučoval náboženství na obecných školách, reálce, dívčím lyceu a hospodářské škole v Českých Budějovicích. Koncem září 1916 ukončil svoji kariéru diecézního kněze v Českých Budějovicích a zahájil svoji novou kariéru vojenského duchovního.

### V c. a k. armádě v Praze
Jaroslav Janák byl 1. října 1916 povolán do činné vojenské služby k rakousko-uherské armádě jako polní kurát v záloze. Původně byl prezentován u 8. sborového velitelství v Praze s tím, že byl přidělen ke 4. armádě na ruskou frontu, ale po intervenci polního superiora Msgre. Antonína Voneše (ve funkci přednosty duchovní služby 8. sborového velitelství) byl Janák nakonec ponechán v Praze a od 10. října 1916 přidělen k záložním nemocnicím v Praze na Letné a v Praze–Dejvicích. Janák se přizpůsobil drilu rakouské armády, každodenní kontakt s vojáky jej postupně zbavil jeho přirozené plachosti a uzavřenosti a Janák se stal posléze rozhodnější a konstruktivnější osobou. Každodenními návštěvami nemocných vojáků a hovory s nimi získával jejich důvěru a od konkrétních témat rodinných a služebních přecházel i k obecným rozpravám o Bohu, spravedlnosti i o posledních věcech člověka. Velitel záložní nemocnice v Praze na Letné byl plukovní lékař MUDr. Bečka ze Zbraslavi. Janák zde vedl nemocniční knihovnu a staral se i o malou nemocniční kapličku, do níž MUDr. Bečka opatřil harmonium, na které Janák hrával při bohoslužbách, jenž zde sloužil. Druhým Janákovo pracovištěm byla dejvická nemocnice, kde byli léčeni pohlavně nakažení vojáci. Po ročním působení v Praze byl Janák přeložen k náhradnímu praporu pěšího pluku č. 75 do Debrecína.

### V zahraničí do konce první světové války
Prahu opustil Janák v listopadu 1917 na základě svého převelení do Maďarska. V Debrecínu se brzy seznámil se skupinou vlastenecky smýšlejících českých vojáků sloužících v c. a k. rakousko-uherské armádě. Ve městě byl Janák ubytován v rodině zednického mistra v ulici Sv. Anny (Szent Anna utka) a ve stejné ulici bydleli i nadporučíci Jiří Kaucký (akademický malíř) a Jan Vítězslav Dušek (český sochař a medailér), s nimiž často besedoval jak o vojenské, tak i politické situaci v Rakousku-Uhersku. Do okruhu Janákovo přátel a besedujících patřil i akademický malíř podporučík Jan Autengruber.

Janákovi přátelé v Debrecínu
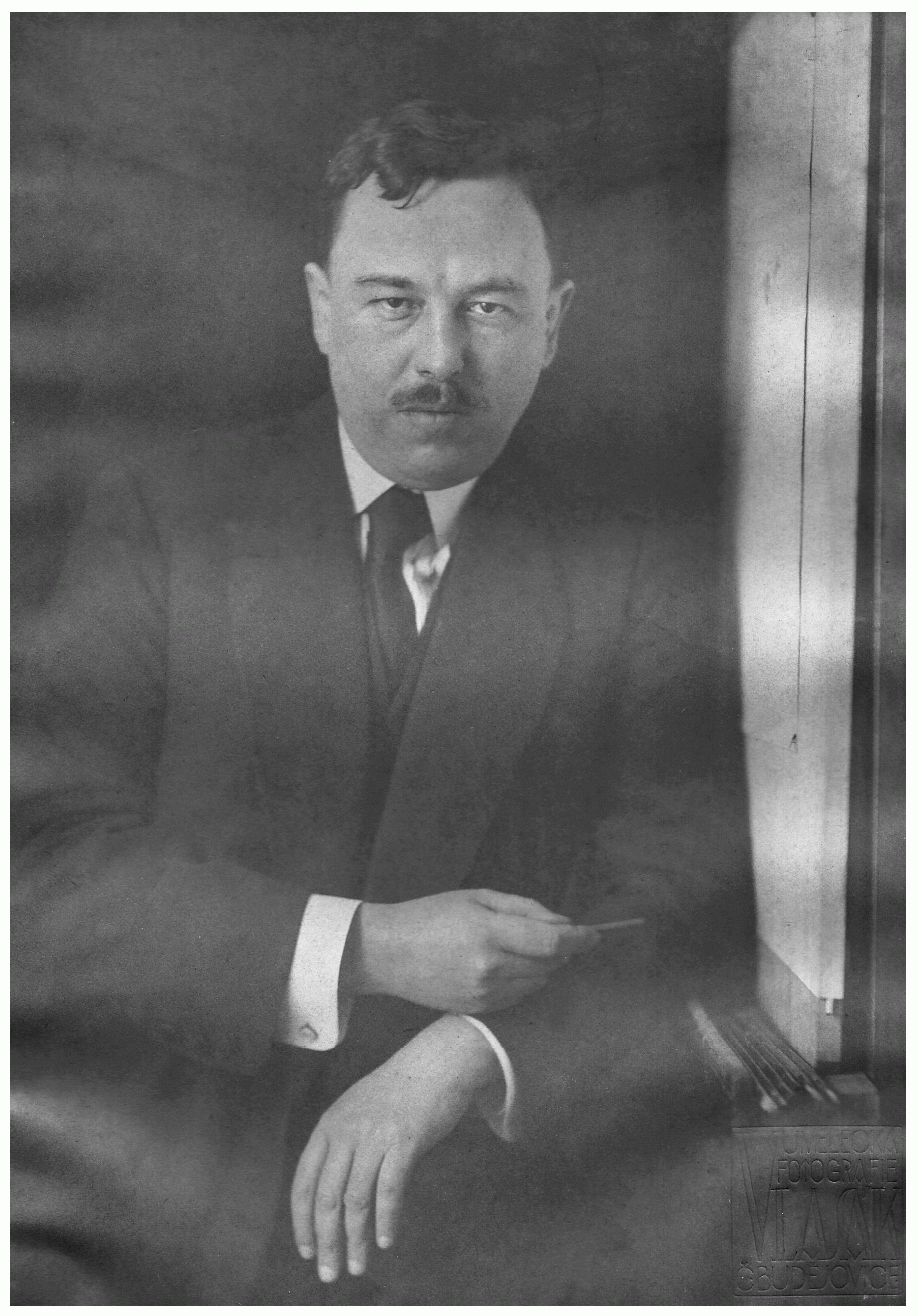
Jiří Kaucký (akademický malíř)
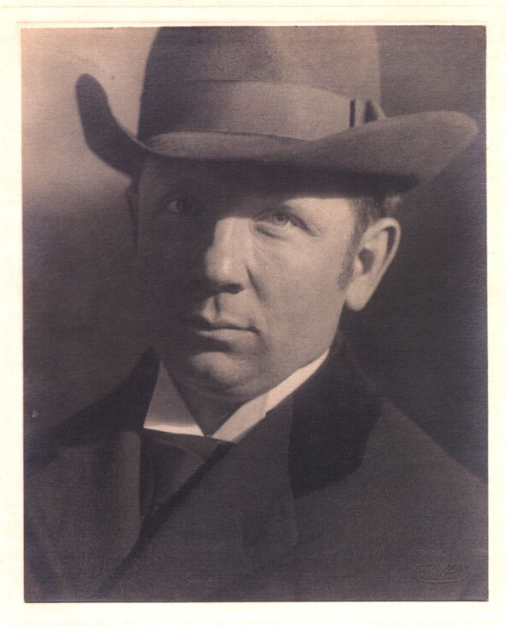
Jan Vítězslav Dušek (sochař a medailér)
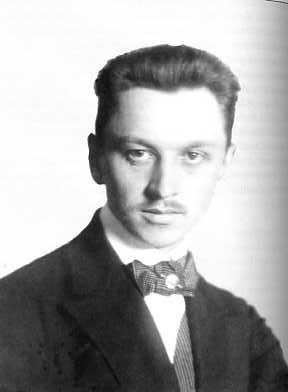
Jan Autengruber (akademický malíř)

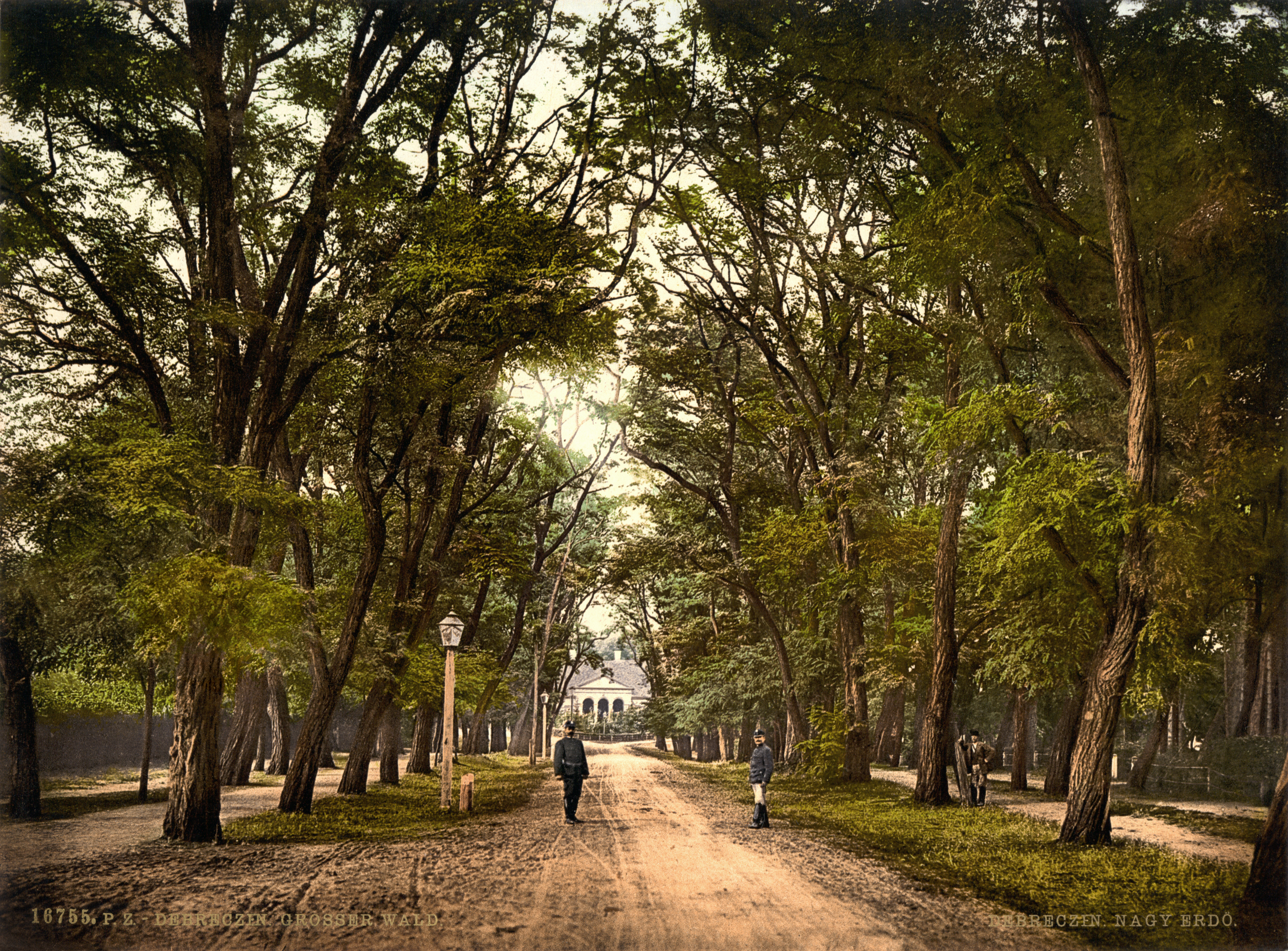
Velký dubový les Nagyerdö (mezi 1890 a 1900)

Kladný vztah Janáka k přírodě jej ve volných chvílích přiváděl k procházkám po debrecínském Velkém dubovém lese Nagyerdö. V tomto lese se nacházelo plicní sanatorium, působil zde český lékař nadporučík Kvapil a byli zde hospitalizováni i čeští vojáci s diagnózou TBC. Janák se osobně stýkal s vojáky na cvičištích, v kasárnách, ale především k nim vedl vlastenecky silně zabarvená kázání na nedělních bohoslužbách. Po zásahu neznámého udavače se dostal Janák do hledáčku rakouských důstojníků, kteří bedlivě poslouchali každé jeho kázání, která musel předem v sobotu při raportu dávat nadřízeným ke kontrolám. V červnu 1918 se musel z římskokatolického kostela přesunout do kostela řeckokatolického, ale i odsud byl (po krátké době) pro „nevhodnost“ svých kázání vykázán. Vojáci, kteří si jeho kázání oblíbili, zhotovili na kasárenském dvoře improvizovaný malý krytý oltář a bohoslužby se konaly na kasárenském dvoře. Udání, že vede kázání k pěšímu pluku 75 v češtině (pluk čítal 700 mužů, z nichž jen 6 bylo německé národnosti), ještě Janák zdůvodnil, ale byl po tomto „incidentu“ (poté, co ještě navštívil své rodiče a rozloučil se s nimi) převelen do Albánie k polní nemocnici 610. Během dlouhé cesty vedoucí přes Vídeň, Záhřeb, Brod nad Sávou, Sarajevo a Kotor až do Cetinje nakonec vinou zmatků spojených s končícím válečným konfliktem uvízl v Cetinji, cílovou nemocnici ale nakonec nenašel a tak se vrátil do Kotoru. Tady jej zastihl 28. říjen roku 1918. Dopravní lodí Salzburg (s francouzskou posádkou a chorvatským kapitánem) odjel Jaroslav Janák dne 17. listopadu 1918 spolu s dalšími českými vojáky zpět do vlasti. Lodní cesta vedla kolem ostrova Mamula v Jaderském moři do chorvatského Dubrovníku a odtud (po krátké přestávce) do Splitu a po doplnění vody po deseti dnech do Rijeky. Z Rijeky pak pokračovali vojáci v cestě po souši vlakem přes Vídeň a Brno. Do Prahy dorazili ráno 2. prosince 1918.

### V československé prvorepublikové armádě

#### Nástup do armády
Po celou cestu do vlasti se Janák snažil marně vyléčit se ze španělské chřipky. Po příjezdu do vlasti se ubytoval u svého bratra Karla Janáka a téměř celý měsíc pobýval na lůžku. Díky lékařské péči MUDr. Friedmanna onemocnění překonal a rekonvalescenci prožil u rodičů v Lašovicích. Řádně doléčený podal Janák v březnu 1919 přihlášku do nově vzniklé československé armády. Na podnět svého kolegy a přítele škpt. duch. v záloze Jana Hakla (zaměstnance Zemského vojenského velitelství v Praze) hodlal do armády nastoupit jako záložní důstojník (s hodností polní kurát v záloze). Ještě v květnu 1919 kázal Janák v kostele v Lašovicích, ale již 21. května 1919 byl telegramem povolán do Prahy na Zemské vojenské velitelství, kde byl přidělen k polnímu pluku 46 pod 5. pěší brigádu, která operovala na Slovensku.[zdroj?]

#### Účast v maďarsko-československé válce

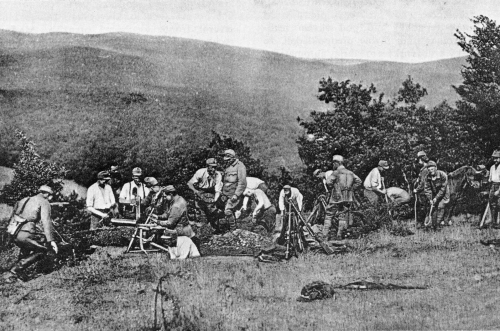
Českoslovenští vojáci v bojích s maďarskou bolševickou armádou

Když Janák po dvou dnech cesty přes Trenčianské Teplice a Žilinu dorazil do Košic musel ještě pokračovat do města Čop, v jehož okolí československá armáda bojovala (v rámci maďarsko-československé války) s maďarskými bolševickými oddíly. Svoji 5. brigádu nakonec po pár dnech dostihl v okolí města Mukačevo a začal pracovat v záložní nemocnici. V Mukačevě zažil vzpouru mužstva, při níž byli povražděni důstojníci posádky. Po několika dnech se vojenské jednotky přesunuly z Mukačeva přes Seredni a Užhorod do Michalovců. Tady byl Janák přidělen na několik dní jako člen komise, která měla vyšetřit škody způsobené kořistěním (krádežemi) československých vojáků (včetně vykradení místní banky).
K Janákovo práci vojenského duchovního patřily každodenní návštěvy dělostřelců v bojových postaveních i pěšáků v zákopech v okolí Trhoviště a Bánovců nad Ondavou. Na návrh generála pěchoty Čeňka Panzera (velitel pěšího pluku 36) obdržel později Janák československý válečný kříž za zlepšování morálky a povznesení bojového ducha vojáků. V Michalovcích pobyl Janák asi dva týdny. Po ústupu maďarských vojsk do maďarského vnitrozemí se československé jednotky dostaly spolu s Janákem kolem 10. srpna 1919 do Košic. Od přednosty etapního oddělení východní skupiny na Slovensku majora Františka Materny obdržel Jaroslav Janák pochvalné uznání za „výborně konanou vojenskou službu na Slovensku“.

#### V Košicích

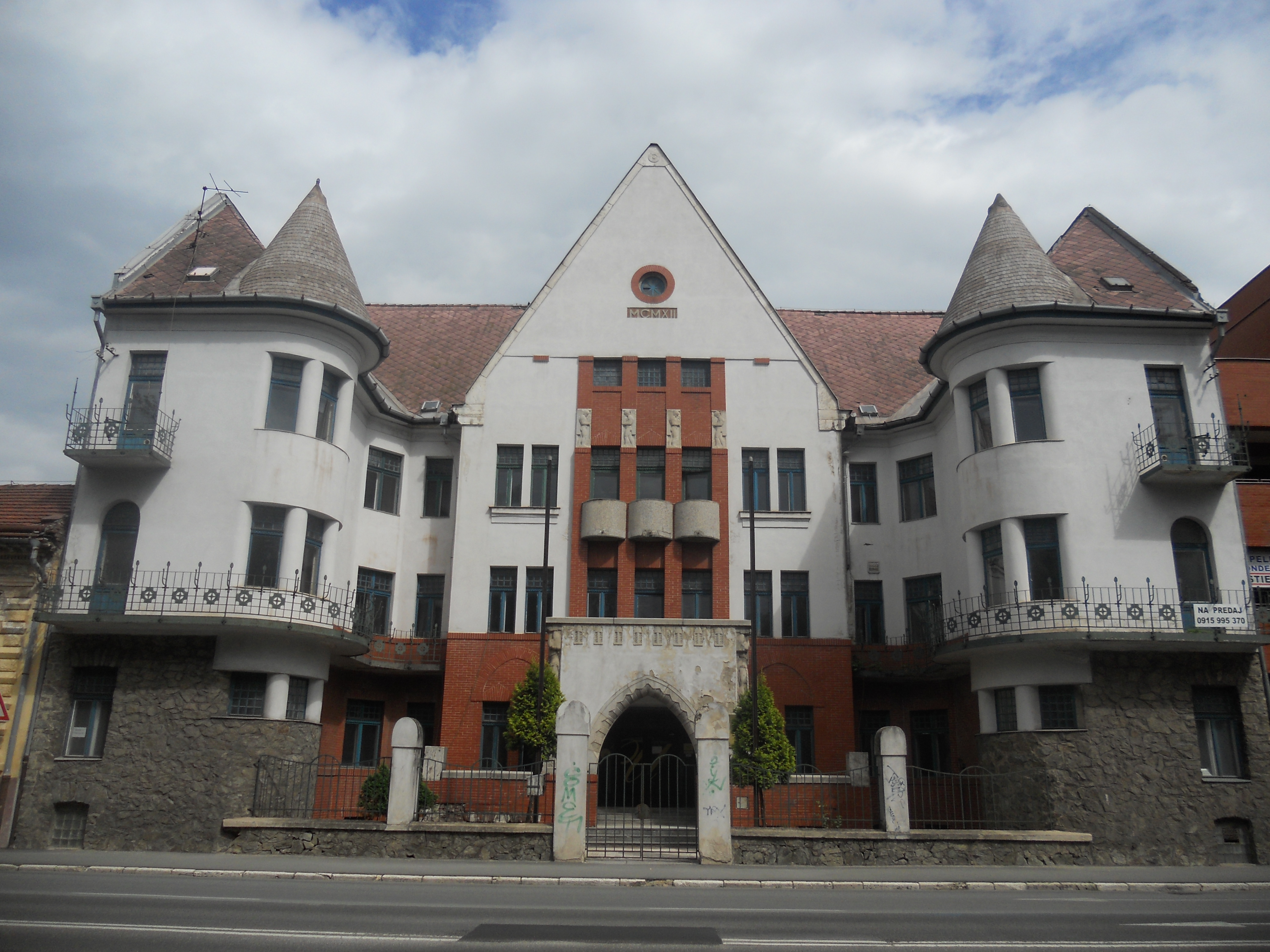
Řadový bytový pavlačový dům – Tostův palác (dům ČSSP) na adrese Moyzesova 16

Janák bydlel v Košicích nejprve několik týdnů v přiděleném bytě v Rákócziho okružné ulici v domě finančního tajemníka Ladislava Tosta. Paradoxně právě v tomto „honosném“ domě byl Janák neznámým pachatelem okraden o téměř veškerý svůj majetek, jenž měl momentálně u sebe. Po této události Janák po dobu několika týdnů pobýval v Kadetské ulici, aby se nakonec přestěhoval 25. března 1920 od malého domku na Bethlenově okružní číslo 17. Tady prožil následujících 9 let u Angely Kupfové – bývalé profesorky a ředitelky internátu na dívčím gymnáziu v Levoči.
Do stálého stavu československé armády byl Jaroslav Janák přijat od 1. ledna 1920 jako důstojník duchovní služby z povolání. K 11. československé pěší divizi v Košicích byl přidělen jako duchovní od 1. června 1920. Do hodnosti polní kurát s odznaky kapitána byl povýšen 1. listopadu 1922 a zároveň byl přemístěn k pěšímu pluku číslo 32 (Gardskému) v Košicích. Dne 25. října 1924 následovalo Janákovo další povýšení (do hodnosti polní kurát I. třídy) spojené s jeho dalším přemístěním – tentokrát k Zemskému vojenskému velitelství v Košicích. Hodnost štábní kurát, které Janák dosáhl 2. září 1925, byla v prosinci roku 1926 změněna na hodnost s názvem štábní kapitán duchovní. Jaroslav Janák v Košicích sloužil až do svého přemístění do Prahy v roce 1929.
Jaroslav Janák získal během svého pobytu v Košicích sebevědomí, cílevědomost a vytrvalost. Krom organizování služebních akcí se zde angažoval i jako veřejný pracovník. Janák nezanedbával ani kněžské povinnosti. Dne 30. ledna 1924 oddal v Košicích kapitána Václava Kropáčka a Boženu (rozenou Opělovou, respektive Pavliskovou). Václav Kropáček tehdy sloužil v hodnosti kapitána pěchoty u 39. výzvědného pluku. Během druhé světové války se kapitán Václav Kropáček stal členem ilegální vojenské odbojové organizace Obrana národa (blízký spolupracovník generála Aloise Eliáše). Kropáček byl zatčen gestapem 14. prosince 1939 a 13. prosince 1943 byl společně se skupinou francouzských studentů popraven stětím. Jeho žena, Božena Kropáčková, po smrti manžela aktivně pokračovala v domácím odboji a byla jednou z těch osob, co ukrývali a podporovali československé výsadkáře, například velitele paraskupiny Out Distance Adolfa Opálku.[zdroj?]

Manželé Kropáčkovi
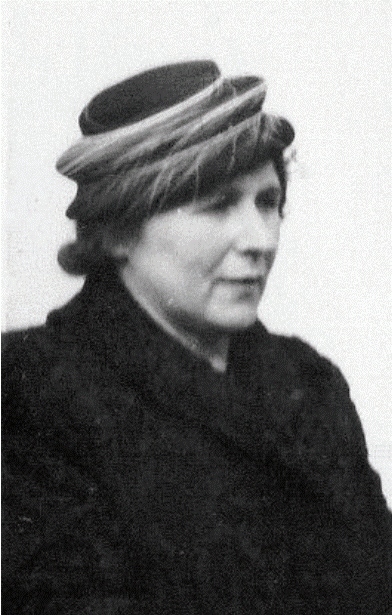
Božena Kropáčková
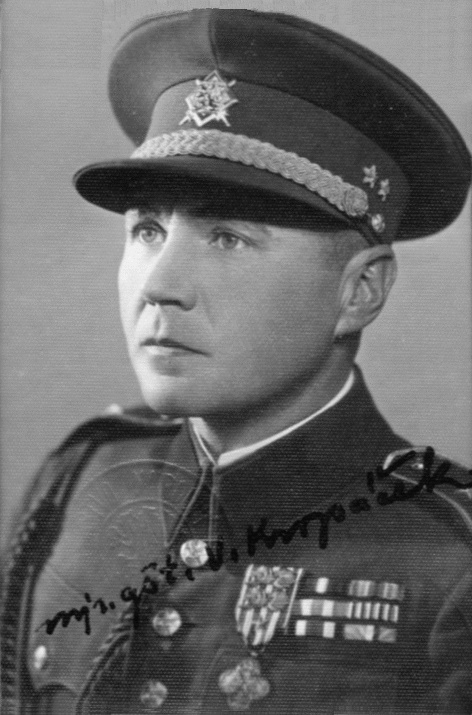
Václav Kropáček

##### Svaz československého důstojnictva v Košicích

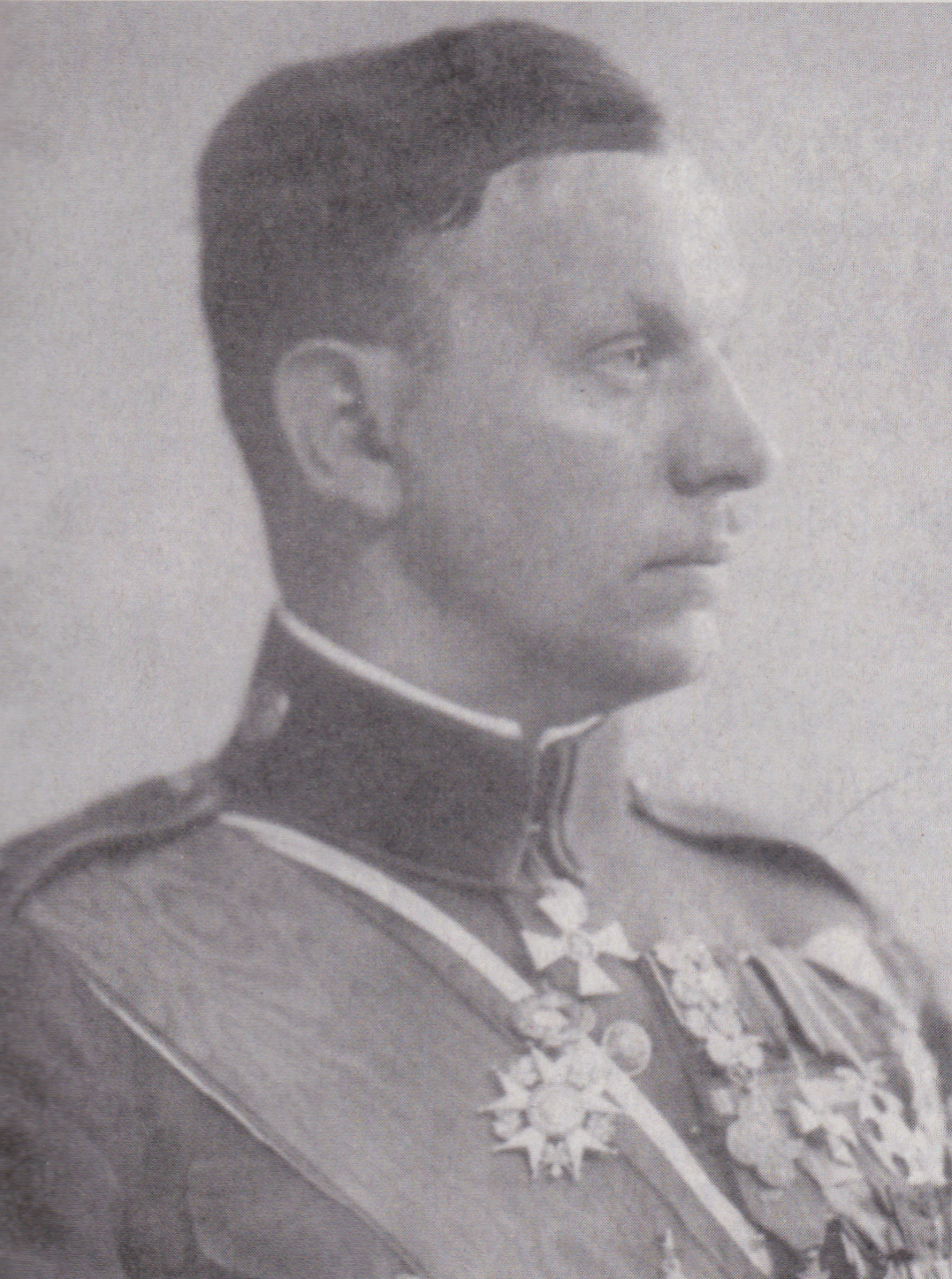
Radola Gajda jako generál československé armády v roce 1922

Pod vedením generála Jana Horáka byl v roce 1919 založen Svaz československého důstojnictva a jeho odbočka v Košicích. Na zakládající schůzi této organizace byl Janák zvolen do funkce tajemníka (1.jednatele) a vykonával tuto organizační a reprezentativní funkci v košické pobočce až do své rezignace v roce 1927, kdy toto místo uvolnil z důvodu velkého vytížení v Klubu československých turistů.
Prvním počinem Svazu československého důstojnictva byla asi rok trvající snaha o platové zrovnoprávnění důstojníků na Slovensku se státními zaměstnanci. Janák se svým týmem nakonec uspěl a tzv. „slovenská výhoda“, kterou měli státní zaměstnanci od počátku, přinesla československým důstojníkům nejen výhodnější propočet let ale i lepší požitkový postup. (Na jednu z důležitých schůzí tohoto vyjednávání vyslalo svoje zástupce i pražské Ministerstvo národní obrany.)[zdroj?]
V roce 1921 byl Janák hlavním organizátorem úspěšné letecké výstavy, kterou uspořádala odbočka Svazu čs. důstojnictva ve spolupráci s místní vojenskou letkou. Ještě v témže roce (1921) zorganizoval Janák v košickém Státním divadle cyklus symfonických koncertů.
V roce 1922 zorganizoval a osobně řídil Jaroslav Janák výstavbu divadla v Čermeľském údolí vzdáleném asi 3 km od Košic. Stavbu prováděla technická rota jeho kmenového pěšího pluku 32. Hotové divadlo reprezentovalo Svaz československého důstojnictva v Košicích a po mnoho následujících let sloužilo kulturnímu dění veřejnosti z Košic a okolí. (Dne 11. června 1922 sehrála v divadle bratislavská Opera Prodanou nevěstu od Bedřicha Smetany.)[zdroj?]
Jaroslav Janák byl iniciátorem myšlenky zbudování říčních lázní na řece Hornád. Jednalo se původně o malou zpustlou a zanedbanou lokalitu (samotu) nazývanou „Ludvíkův pramen“ nacházející se severně od Košic. Předseda košické odbočky Svazu čs. důstojnictva plukovník Zdeněk Novák zavedl na začátku listopadu 1922 na místo budoucích lázní velitele divize generála Radolu Gajdu a získal pro projekt jeho podporu. Vlastní stavba byla zahájena 15. dubna 1923 a vyžádala si značné Janákovo úsilí. Denně dojížděl na kole do lokality, vyřizoval požadavky na materiál a průběžně řešil vzniklé stížnosti. Aby uspíšil některé fáze celého projektu, intervenoval takřka denně Janák (jako člen městské rady) u různých referentů. Výsledkem nebyly pouhé říční lázně, ale v areálu byla rovněž závodní dráha, fotbalové hřiště, tenisové dvorce, park s koncertním pavilonem, restaurace aj. Celý komplex slavnostně otevřený 29. července 1923 se nazýval Gajdove kúpele.

##### Vojenský domov YMCA v Košicích

YMCA

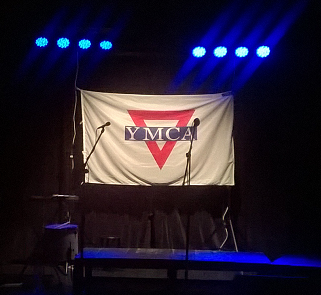
YMCA

Z touhy po obrodě lidské společnosti na křesťanských základech bylo v Londýně v roce 1844 založeno obchodním příručím Georgem Williamsem sdružení YMCA určené pro věřící mladé muže toužící být učedníky Pána Ježíše Krista, jejichž cílem by mělo být rozšířit Jeho království mezi mladými muži na Zemi. Během první světové války začala YMCA působit jek u vojenských útvarů, tak i v zajateckých táborech a i mezi legionáři na Rusi. Pracovníkům (sekretářům) YMCA se v Rusku říkalo „strýčkové“. Po vzniku samostatného Československa bylo sekretářům YMCA dovoleno pokračovat v dosavadní práci i u čs. vojenských útvarů a to zejména formou tzv. „Vojenských domovů YMCA“. Mezi ministerstvem národní obrany a YMCA byla dne 26. září 1919 podepsána dohoda o vzájemné spolupráci. V roce 1919 působilo na území Československa 12 takovýchto domovů, ale do července roku 1920 bylo vybudováno sedmdesát armádních středisek YMCA a stejný počet filiálek. V roce 1923 skončilo působení vojenské YMCA a její pracovní náplň převzaly osvětové sbory ministerstva národní obrany.
Každý Vojenský domov YMCA disponoval knihovnou a čítárnou s možností půjčování knih, čtení novin a časopisů (a to i v angličtině, němčině, francouzštině nebo ruštině), možností hraní deskových her (šachy, dáma, ...). Nesměla chybět ani písárna vybavená zdarma dopisním papírem čí korespondenčními lístky pro komunikaci s domovem. Program YMCA byl nealkoholický, podávalo se kakao, pořádaly se přednášky, výuka cizích jazyků či promítání filmů. Sportovní program YMCA byl založen na faktu, že u každého Vojenského domova YMCA bylo hřiště pro volejbal, playgramball a další míčové hry.
V roce 1919 zahájil Janák svoje každodenní večerní přednášky (respektive tematické večery) s nejrůznějším obsahem (hudba, zpěv, film, divadlo) a začal v tomto směru spolupracovat s pracovníky („strýčky“) americké společnosti YMCA. Ti měli na starosti hospodářskou stránku organizace vojenských domovů YMCA a disponovali velkými zásobami nejrůznějšího zboží, zvláště potravin (čokoláda, kakao, cigarety atd.), které prodávali svým klientům velice levně. Janákovy přednášky se netýkaly jen „světským“ způsobem prezentovaných náboženských témat, ale hovořil i o lidské sexualitě, pohlavních chorobách, vztazích mezi pohlavími, o kráse přírody,... Některé promítané němé filmy doprovázel Janák svým vlastním komentářem.

##### Hospodářské kurzy v Košicích
Na přelomu zimy v letech 1922 a 1923 se Janák věnoval v Košicích přednáškové činnosti o racionálním hospodářství. Přednášel dvakrát týdně v odpoledních hodinách u dělostřeleckého pluku 111 o obdělávání půdy, hnojení, zasévání, sklizni, o chovu dobytka, o rybníkářství atd. Vzhledem k tomu, že Janák neměl vystudovaný žádný zemědělský obor, předcházelo každé přednášce intenzivní studium dané problematiky a veskrze pečlivá písemná příprava. Po skončení přednášek u dělostřeleckého pluku 111 pokračoval ještě u jezdeckého pluku 5. Přednáškami načerpané zkušenosti umožnily Janákovi připravit osnovu pro nové kurzy, jejichž realizace už byla svěřena profesionálům – profesorům hospodářské akademie. Úspěch Janákovo hospodářských kurzů ocenil 31. května 1922 jeho nadřízený velitel 11. pěší divize generál Jindřich Hanák udělením pochvalného uznání za jeho obětavou osvětovou práci.

##### Členství v městské radě v Košicích
V roce 1923 byl Janák zvolen za člena městské rady poté, co kandidoval na vojensko-legionáské kandidátce. V městské radě měl podporovat armádní zájmy. To souviselo s neutěšeným stavem kasárenských budov (špatné střechy a podlahy), které sice patřily městu, armáda je měla jen pronajaté, ale finančně slabé město nedosáhlo na půjčky, jenž byly nezbytné pro financování oprav. Spolu s deputací košické městské rady se Janákovi v Praze při jednání s ministrem národní obrany Františkem Udržalem podařilo vyjednat placení nájemného na 5 let dopředu. Jaroslava Janáka ale funkce v městské radě příliš netěšila, protože s regionální politikou bylo spojeno pletichaření a politikaření.

##### Členství v Československém červeném kříži
Do výboru Československého červeného kříže byl Janák zvolen v letech 1926 až 1929 a účastnil se několika dobročinných akcí pro košické chudé. Pod hlavičkou této organizace zajišťoval Janák např. vyvařování pro nezaměstnané z města Krompach, kde byly zrušeny velké válcovny plechu a slévárny.

##### Klub československých turistů

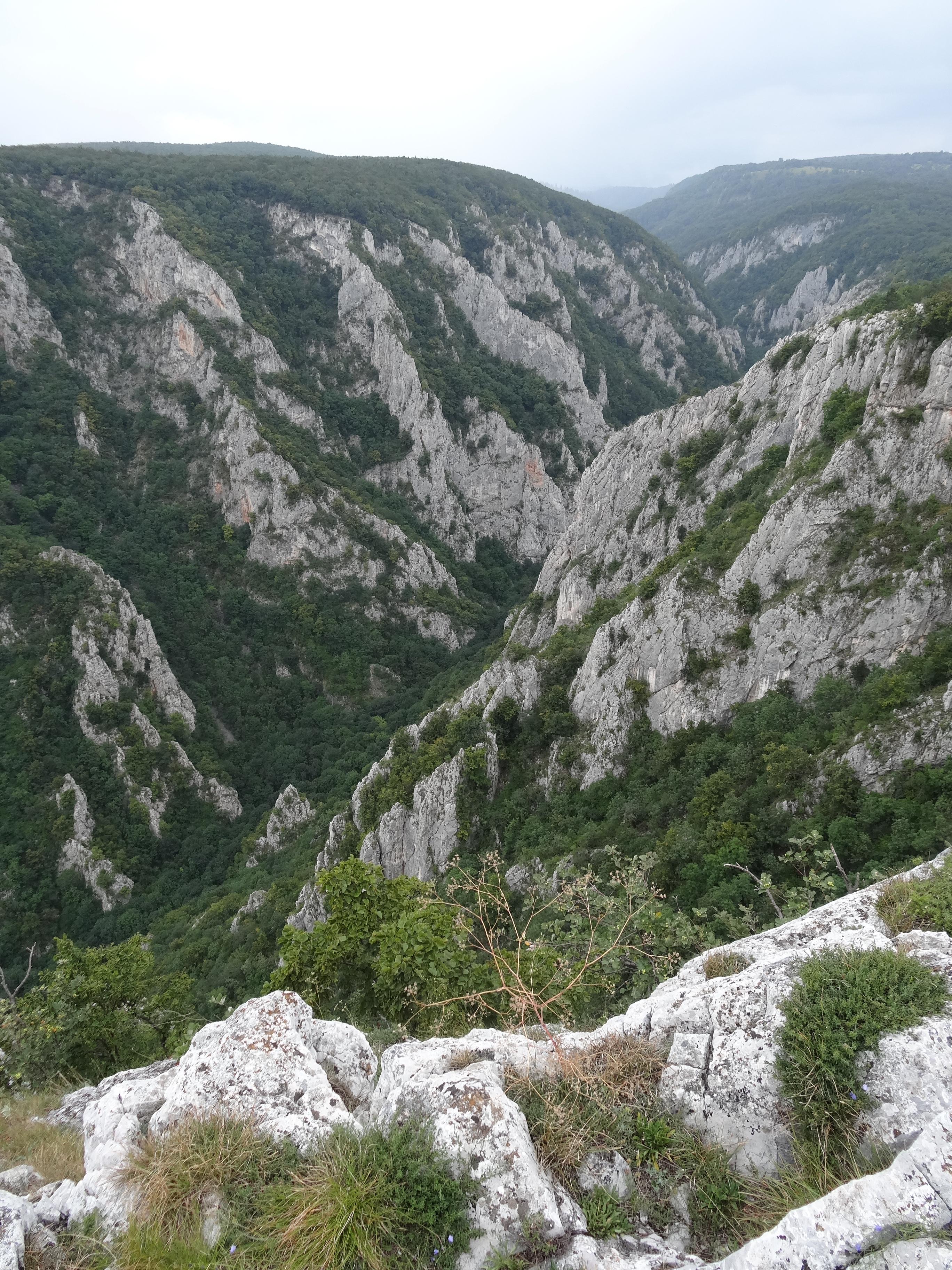
Zádielský kaňon (pohled z výšky)

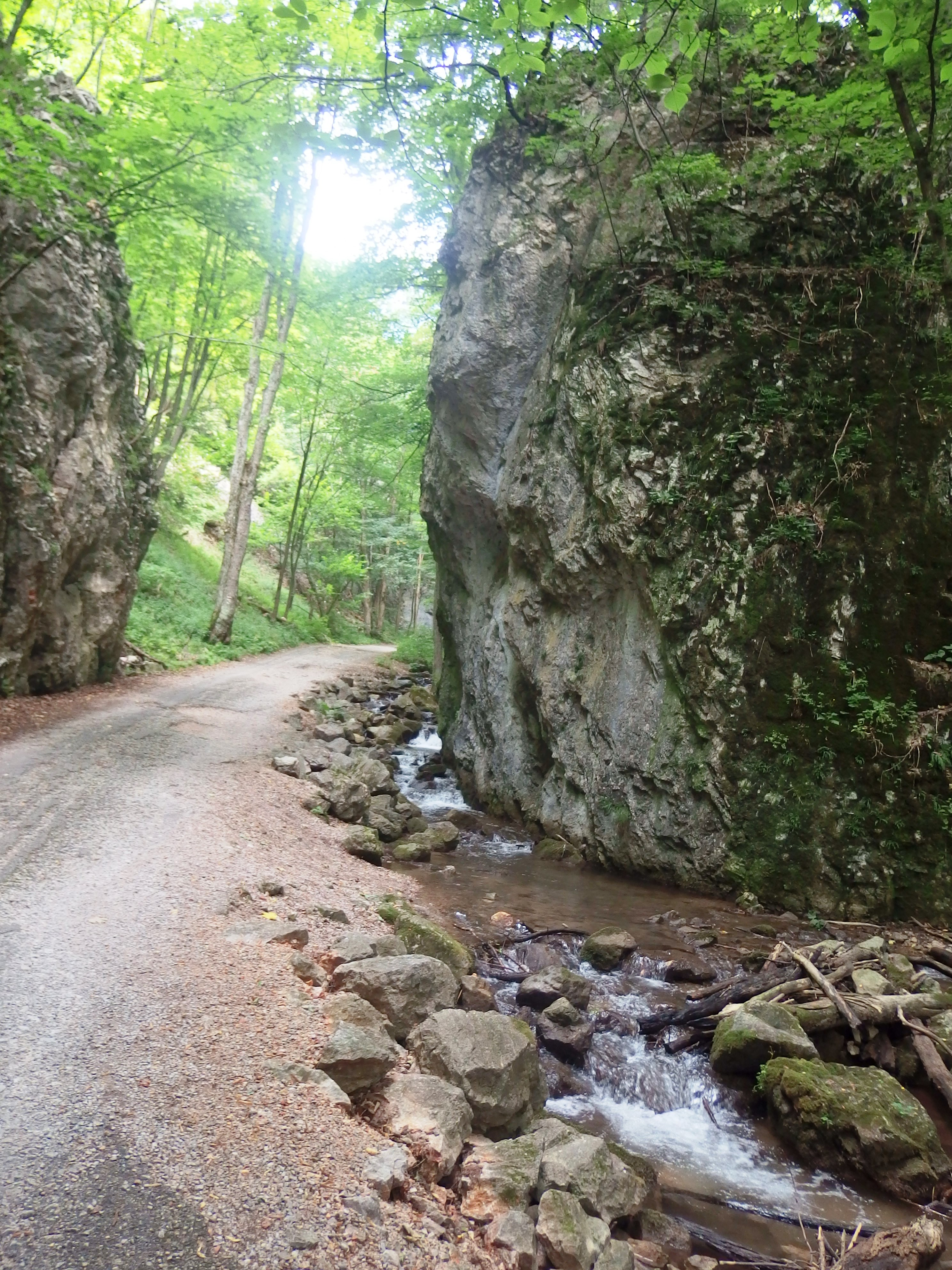
Zádielský kaňon (na dně soutěsky)

Láska k přírodě, obdiv jejích krás i praktická nutnost její ochrany zavedla logicky Jaroslava Janáka do řad Klubu československých turistů (KČST) a to na funkci předsedy odboru KČST v Košicích. Byl to právě Janák, komu se administrativní cestou podařilo, že celá plocha Zádielského kaňonu i s okolními lesy a lučinami byla prodána (za přídělovou cenu) ústředí turistického klubu. KČST a Ministerstvo školství a národní osvěty pak celé toto území prohlásilo za přírodní rezervaci.[zdroj?]
Bývalá rozbitá dřevěná hájovna (resp. chata ve švýcarském stylu) určená původně pro hlídače a hajného v Zádielské dolině byla členy košického odboru KČST opravena, rozšířena a nakonec kompletně přebudována a sloužila jako jejich základna. Od vesnice Zádiel nechal Janák vybudovat ve spolupráci s technickou rotou pěšího pluku 16 k této chatě bezpečnější a pohodlnější cestu. Tento Janákův projekt podpořil i předseda župy KČST Slovenský kras generál Josef Šnejdárek. Úspěšnou realizaci Janákova projektu ocenil i ministerský rada Ing. Veselý, přednosta silničního odboru ministerstva veřejných prací a první místopředseda KČST v Praze. Jaroslav Janák projekt popsal ve svém článku do časopisu československých turistů.
Poté, co byl Janák v roce 1927 zvolen zástupcem župy Slovenského krasu u Slovenské komise KČST, odstartoval organizování turistického značení na celém území Slovenska. V roce 1928 vypracoval Janák zcela nový značkovací plán Vysokých Tater, který zrealizoval za pouhý jeden týden v náročném horském terénu ve spolupráci se štábním kapitánem Mrázkem a skupinou vojáků z popradského horského praporu.
Při odchodu do Prahy dostal Jaroslav Janák v roce 1929 od členů Slovenské komise KČST vřelé poděkování za práci v župě Slovenského krasu a za pomoc slovenské turistice, která byla zmíněna i v časopise Vysoké Tatry. Pochvalné uznání zemského vojenského velitele za desetiletou vynikající službu v Košicích jako vojenský duchovní a za iniciativní a velmi úspěšnou mimoslužební kulturní činnost dostal Jaroslav Janák také v rozkaze číslo 21 z roku 1929 zveřejněném u Zemského vojenského velitelství v Košicích.

#### Převelení do Prahy
Jaroslav Janák v hodnosti štábního kapitána duch. byl 8. května 1929 trvale přidělen k Ministerstvu národní obrany v Praze a převelen do hlavního města. Po přesunu do Prahy byl Janák dne 16. května 1929 zvolen druhým jednatelem v ústředním výboru Klubu československých turistů. Tuto funkci zastával prakticky až do roku 1932. V ústředním výboru Klubu československých turistů byl v letech 1935 až 1936 druhým místopředsedou a konečně od roku 1936 do roku 1940 zastával v této organizaci funkci prvního místopředsedy.
V KČST zastupoval nejprve Slovensko, pak jeskyňářskou skupinu a nakonec župu Pobeskydskou. Jaroslav Janák se účastnil příprav staveb turistických chat a vypracoval plán turistických cest pro Vysoké Tatry, především plán tzv. „Magistrály KČST“, která vedla ve směru východ–západ přes celé Vysoké Tatry. Do Vysokých Tater cestoval Janák zpočátku každý druhý víkend, protože na tatranské Magistrále byla budována řada objektů, což si vyžadovalo jeho osobní účast. Kromě toho se účastnil porad Slovenské komise v Žilině nebo ve Vysokých Tatrách.

#### JeskyněDomica

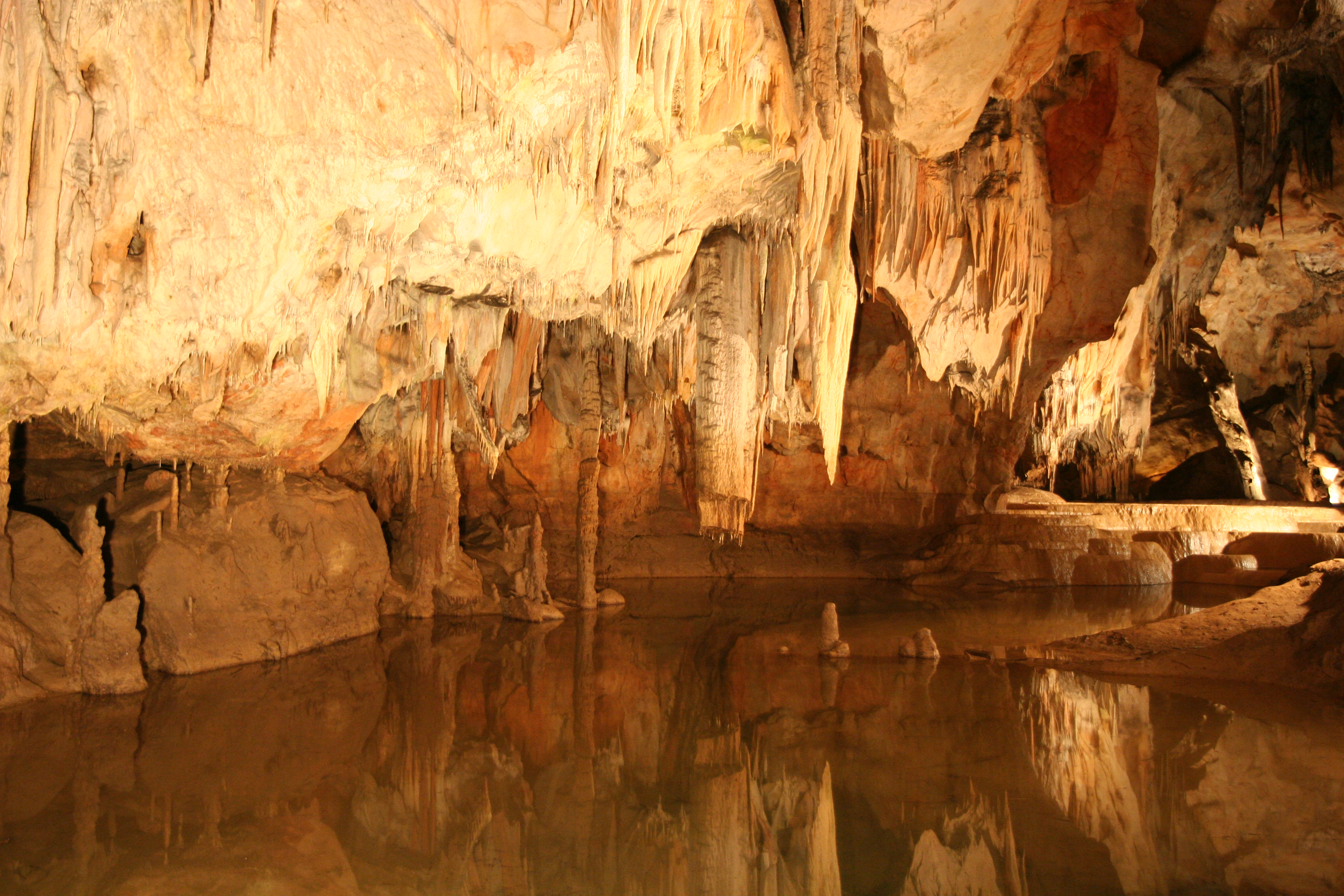
Jeskyně Domica

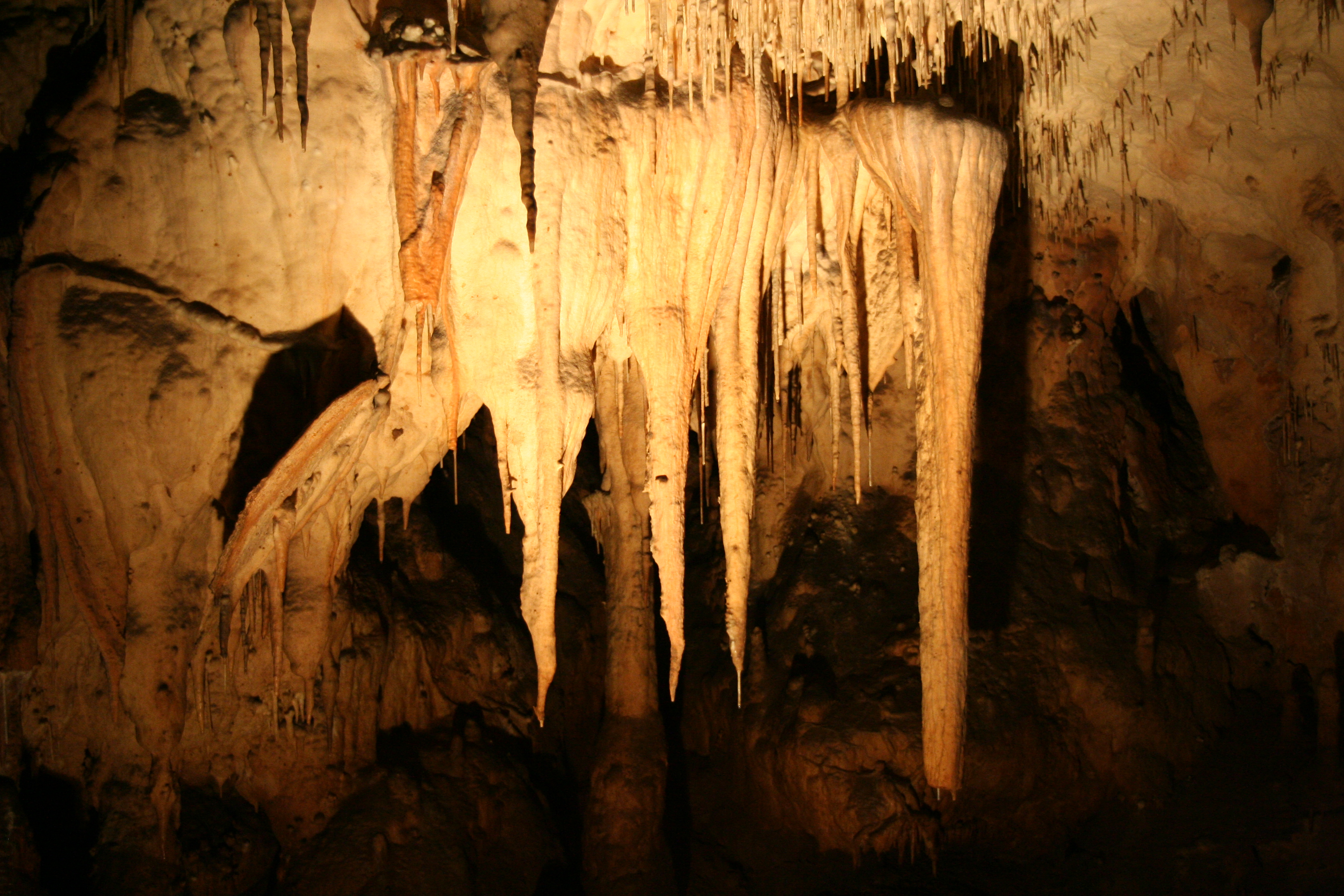
Jeskyně Domica, krápníky

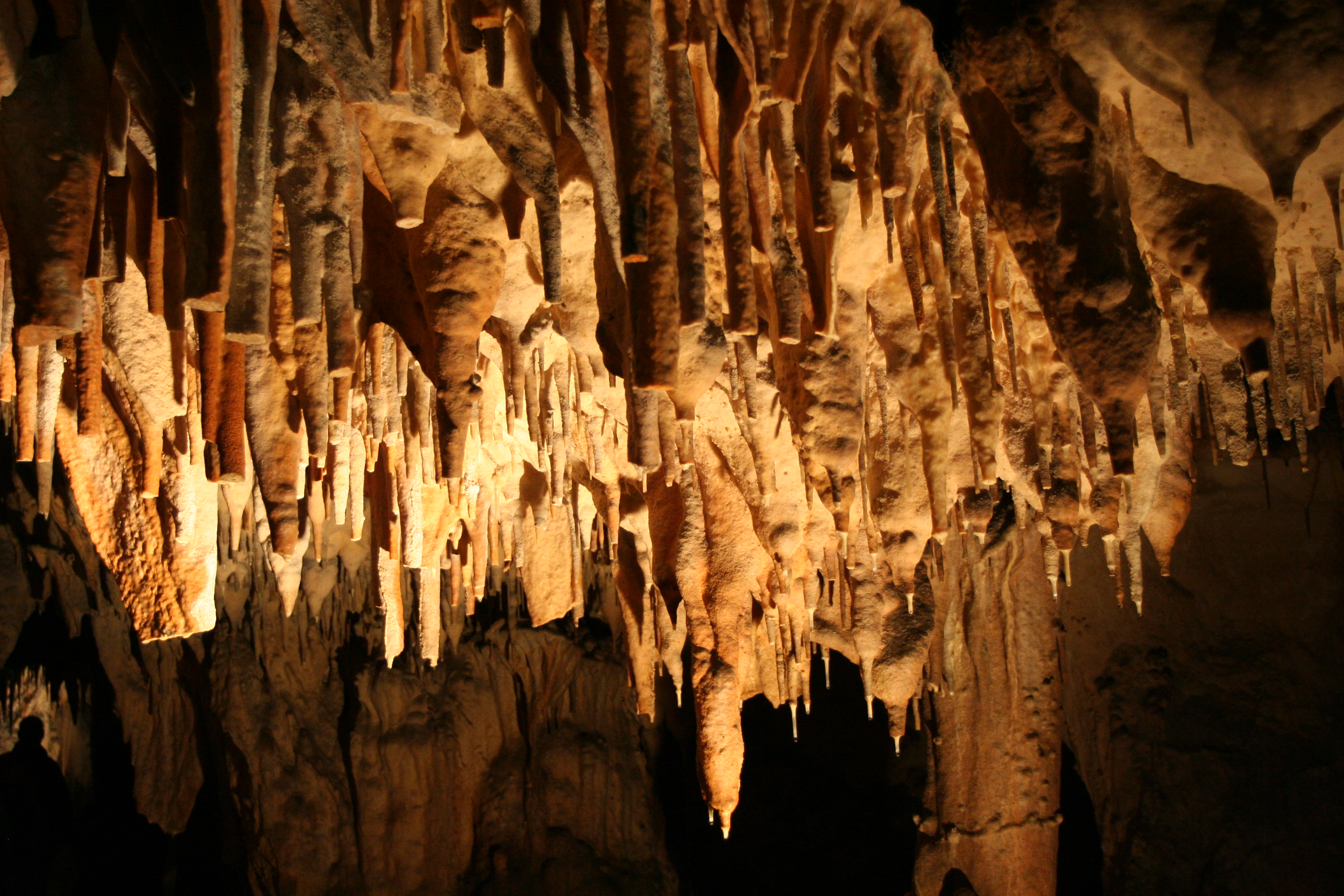
Jeskyně Domica, krápníky

V roce 1928 se Janák dozvěděl z tisku o nově objeveném (v roce 1926) jeskynním systému Domicko-Aggteleckém, který se nacházel asi 1 km východně od obce Hosúsovo u Plešivce. Po návštěvě lokality se rozhodl, že jeskyně získá pro klub československých turistů za účelem zpřístupnění těchto unikátních podzemních prostor široké veřejnosti. Jeskyně byla později nazvána Domica. Zpřístupňování jeskyní bylo pro KČST novou disciplínou, pomineme-li skutečnost, že organizace byla spolumajitelem části jeskynního systému Macochy v Moravském krasu. Velká vzdálenost od Prahy a dosud nepříliš dobře prozkoumaná a zmapovaná jeskyně byly dalšími překážkami v Janákově snažení.
Prvním krokem bylo několik článků, které o jeskyni nechal Janák uveřejnit v pražských denících, po nichž následovalo prohlídka jeskyň nabídnutá několika členům výboru KČST. O lokalitu se začali zajímat nejen členové ústředí KČST, ale následně i slovenští veřejní činitelé včetně osob ze slovenského Ministerstva obchodu. S majiteli pozemků nad jeskyněmi jednal Janák osobně v letech 1931 a 1932. S jeskyněmi seznámil i prvního místopředsedu ministerského radu Ing. Leo Veselého; univerzitního profesora geologie a báňského odborníka PhDr. Radima Kettnera a zakladatele moderní čs. archeologie a organizátora archeologických bádání Akad. doc. PhDr. Jaroslava Böhma ze státního archeologického ústavu v Praze. Poslední dva jmenovaní po svém návratu z lokality publikovali výsledky svých pozorování. Jejich referáty byly odrazovým můstkem pro start prací směřujících ke zpřístupnění jeskyně.
Vchod do jeskyně byl ošetřen zakoupením pozemků, ale nebyla vyřešena otázka zaměření jejich vnitřních prostorů, kterou svěřil Janák geometru a báňskému měřiči z Ostravy Eduardu Paloncymu (1896–1968). (S Paloncym se seznámil Janák při průzkumu Demänovské ledové jeskyně.) Byl to právě Paloncy, kdo objevil současný vchod do jeskyně. Jeskyňář a horolezec Alojz Lutonský pak navrhl a později prosadil přejmenování Hosúsovských jeskyní na název Domica podle původního názvu vrchu.
Janákova osobní návštěva u právníka a zemského prezidenta Slovenska Dr. Jozefa Országha zajistila finanční podporu celé akce, která sestávala nejen ze zpřístupnění vlastní jeskyně, ale zahrnovala i vybudování administrativní budovy u vstupu, stavbu dálkového elektrického vedení až k jeskyni (včetně transformátoru) a prodloužení místní komunikace z Plešivce do Hosúsova. Nakonec tak byla postavena před jeskyní provozní budova KČST s ubytovacími prostory, restaurací a muzeem pro vykopávky nalezené v jeskyni.
O jeskyni publikoval Jaroslav Janák obšírný příspěvek do časopisu Krásy Slovenska a další naučné a propagační statě napsal i pro časopis Letem světem. (Právě v časopise Letem světem vyvrátil Janák námitky ze strany Maďarů, kteří se snažili zpochybnit osobu respicienta československé finanční stráže Jána Majka jako objevitele jeskyně Domica v roce 1926.) Propagaci i financování jeskyně podporoval Janák i tím, že osobně provázel novináře, vědce a další významné návštěvníky touto lokalitou. U příležitosti oslavy 10. výročí objevení jeskynního komplexu se přímo v jeskyni konala v roce 1936 mše svatá. Zástupce státního archeologického ústavu v Praze PhDr. Jaroslav Böhm zaslal Janákovi osobní dopis s poděkováním, slova uznání se Janákovi dostalo i v oficiálním tisku a zmínky o něm se objevily i v různých publikacích.

#### Vojenský postup (1935 až 1938)
K 1. červenci 1935 byl Janák povýšen do hodnosti majora duch. a nedlouho po povýšení byl ustanoven mobilizačním referentem u I./6. oddělení MNO. Funkcí velitele školy pro důstojníky duchovní služby v záloze byl pověřen k 1. říjnu 1937. Dne 13. srpna 1938 byl povýšen do hodnosti podplukovníka duchovního, poté, co v první polovině roku 1938 úspěšně složil zkoušku nutnou pro tuto hodnost.
Generál duch. Msgre. Methoděj Kubáň napsal o Jaroslavu Janákovi v září 1938 služební hodnocení, kde jej označil za bystrého, pružného a logicky jednajícího důstojníka, který je velmi spolehlivý, pilný, iniciativní a disponující hlubokým smyslem pro zodpovědnost, bezchybným vojenským vystupováním a taktním chováním jak ve službě, tak i mimo ni. Generál Kubáň vyzdvihl i dobrou povahu hodnoceného, zmínil i jeho nadprůměrné nadání, paměť a vysokou úroveň Janákova všeobecného vzdělání. Kubáň zmínil i Janákovy velmi dobré znalosti služebních předpisů a uvedl, že z pera Jaroslava Janáka pochází i služební předpis A-XI-1 z roku 1938.

Janákovi předchůdci: přednostové vojenské duchovní služby v letech 1918–1939
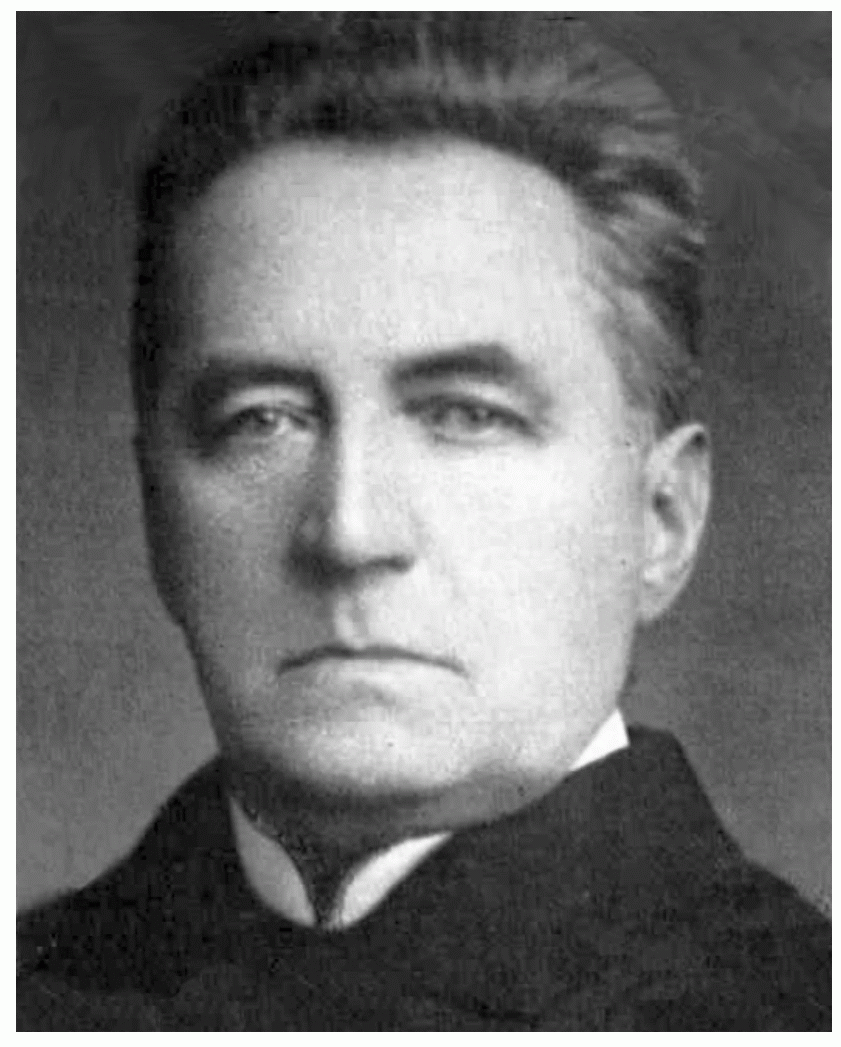
generální superior Msgre. Antonín Voneš (přednosta v letech 1918–1922)
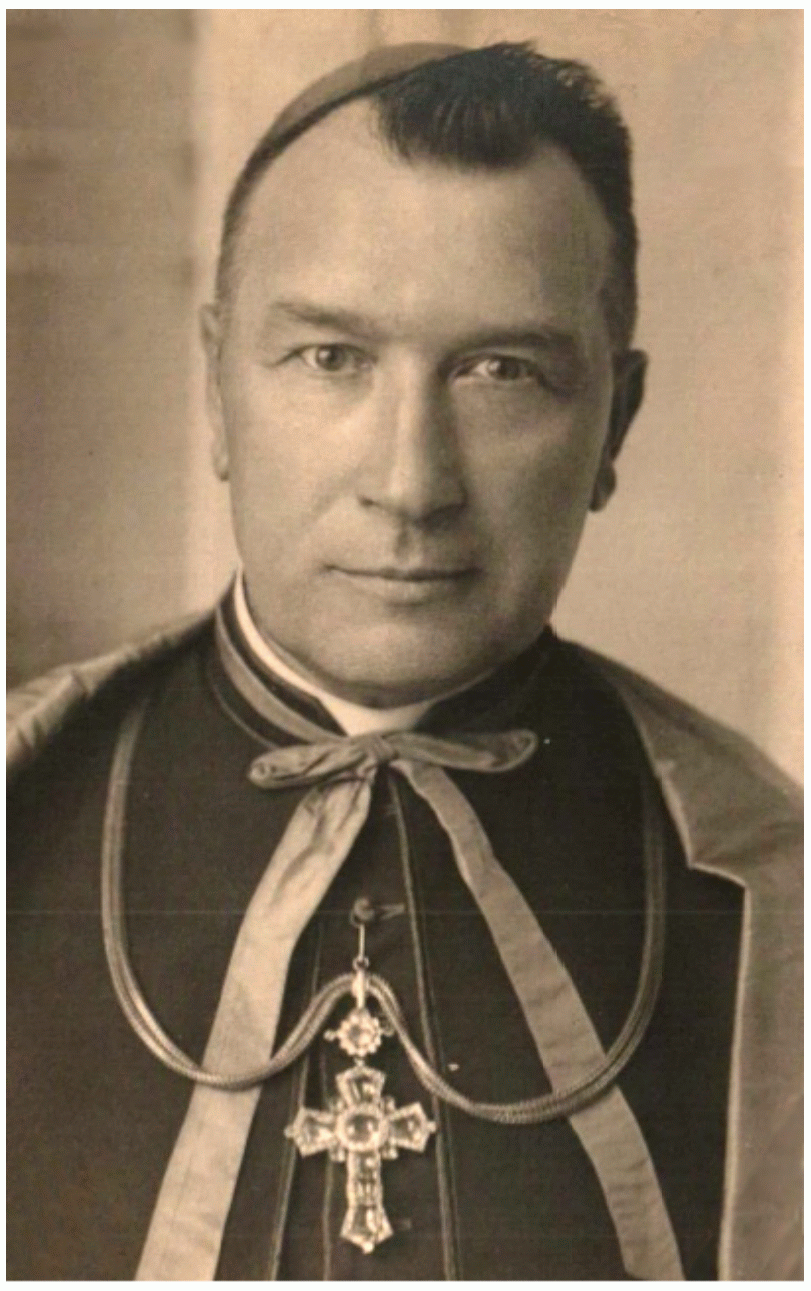
generální superior Msgre. ThDr. Josef Bombera (přednosta v letech 1923 – 1925)
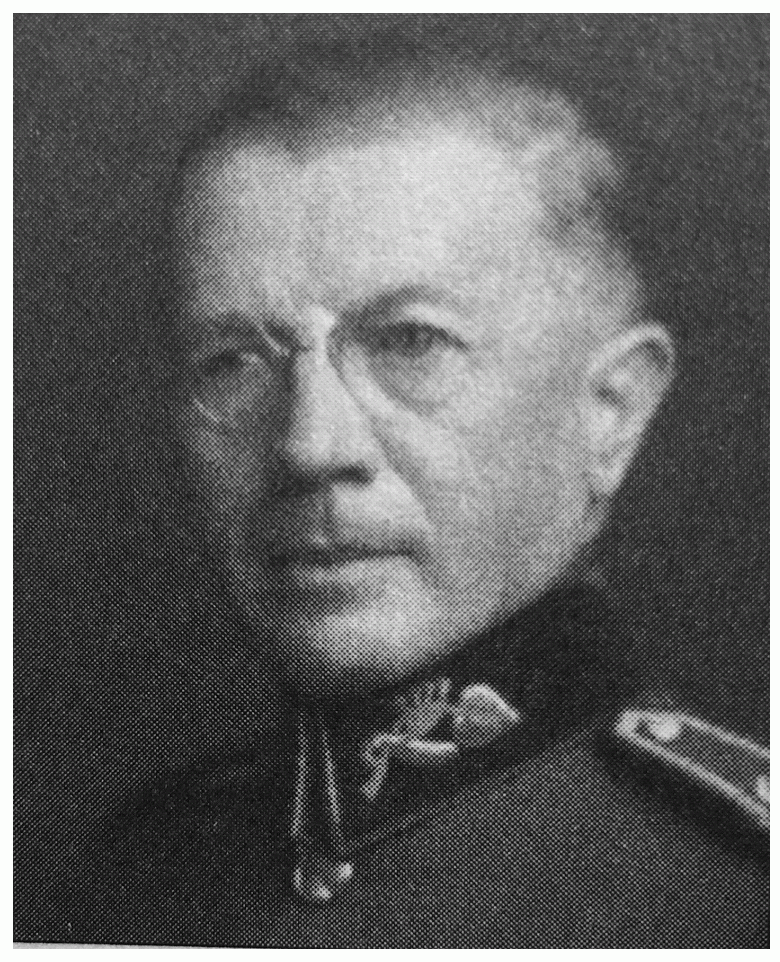
generál duchovní Msgre. Ignác Medek (přednosta v letech 1925 – 1935)
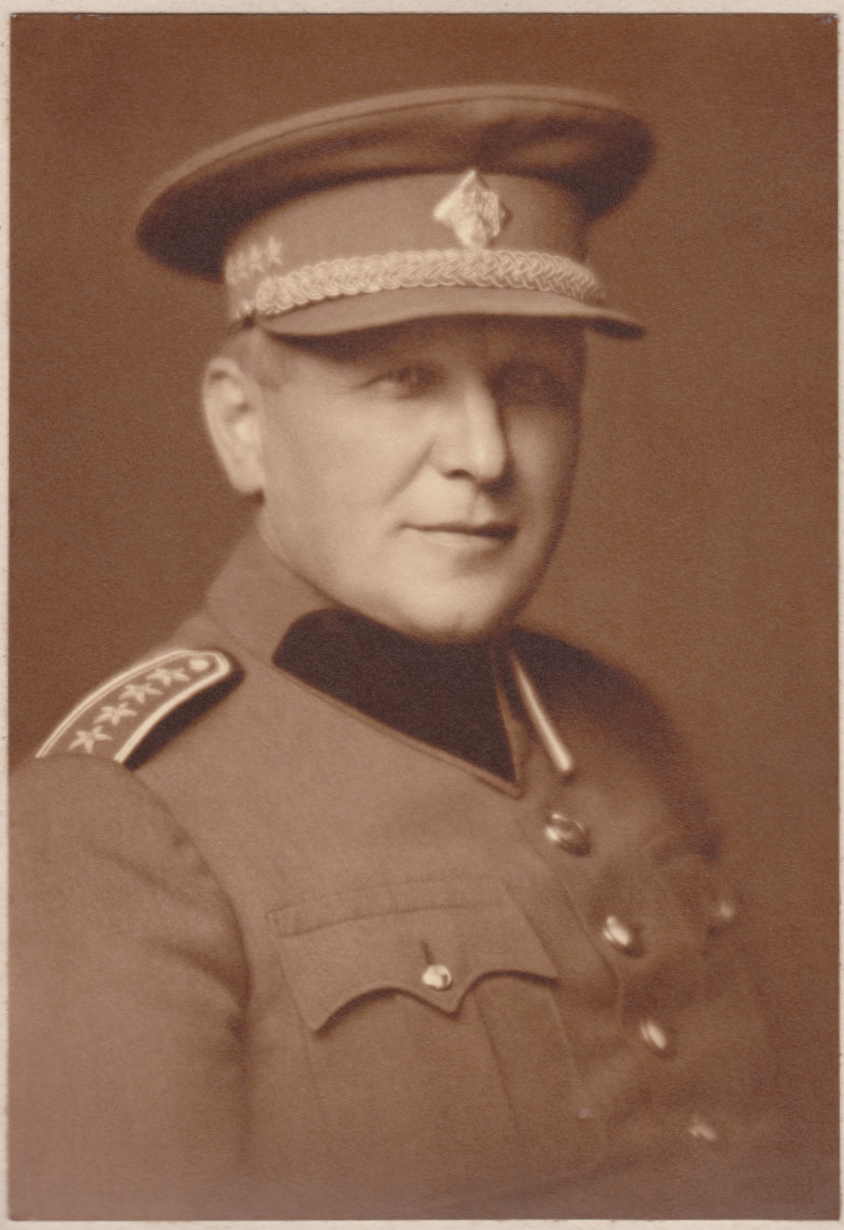
generál duchovní Msgre. Methoděj Kubáň (přednosta v letech 1935 – 1939)

### V domácím odboji

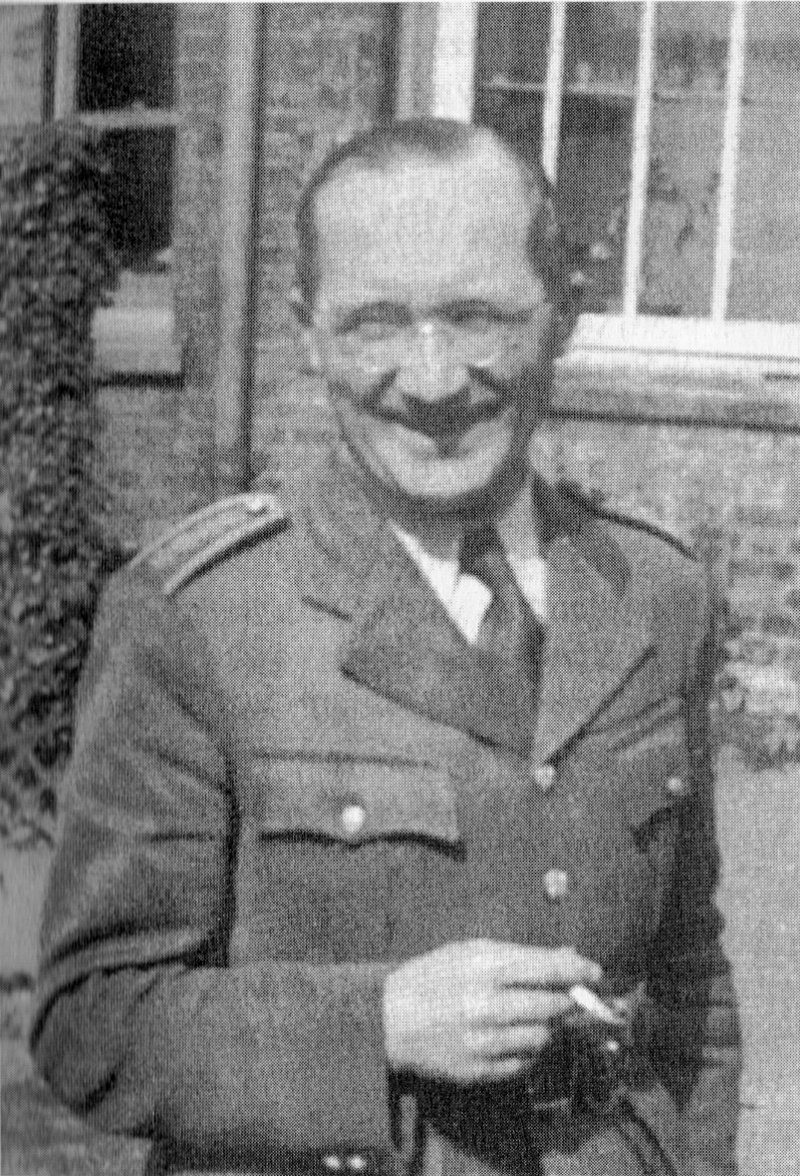
Čeněk Kudláček v hodnosti plukovníka

Po 15. březnu 1939 s nastolením Protektorátu Čechy a Morava došlo ještě na jaře a pak během léta roku 1939 k postupnému rozpouštění prvorepublikové armády. V době její likvidace v červnu 1939 navštívil I./6. oddělení duchovního Ministerstva národní obrany plukovník generálního štábu Čeněk Kudláček. Kudláček byl po deaktivaci oficiálně zařazen k ředitelství pracovních útvarů, ale v domácím odboji byl jedním ze zakládajících členů ilegální vojenské odbojové organizace Obrana národa (ON), kde zastával funkci náčelníka štábu.

#### Podpora rodin vojáků
Plukovník Kudláček přišel na jednání s přednostou oddělení generálem duch. Msgre. Methodějem Kubáněm s žádostí, aby se někdo z vojenských duchovních zapojil do podpůrné činnosti určené pro rodiny vojáků, kteří buď museli odejít do zahraničí nebo byli uvězněni. Generál Kubáň spolupráci s ON odmítl a tak se Kudláček obrátil přímo na Janáka, protože se oba důstojníci znali již z dob studia v Českých Budějovicích a též z jednání na hlavním štábu. Na rozdíl od Kubáně Janák se spoluprací s odbojem souhlasil a druhý den se již účastnil schůzky u bývalého legionáře a přednosty kontrolního sboru vojenské správy generála JUDr. Viktora Spěváčka (1888-1941), kde se dozvěděl o místech a původu finančních prostředků, jimiž může domácí odboj do začátku disponovat:
- částka 100 tisíc Kč (deponována u Československého červeného kříže z rozkazu generála MUDr. Vladimíra Haeringa);[40]
- částka 500 tisíc Kč (ve vojenské kanceláři prezidenta republiky u plukovníka generálního štábu Josefa Ereta (1892–1973);[41] suma uvolněná předsednictvem vlády na rozkaz generála Aloise Eliáše s vědomím prezidenta Dr. Emila Háchy; deponována na dvou vkladních knížkách u Zemské banky).[3]

Jaroslav Janák finanční prostředky převzal a rozdělil na trojici vkladních knížek u Legiobanky.

#### Spolupráce s Katolickou Charitou

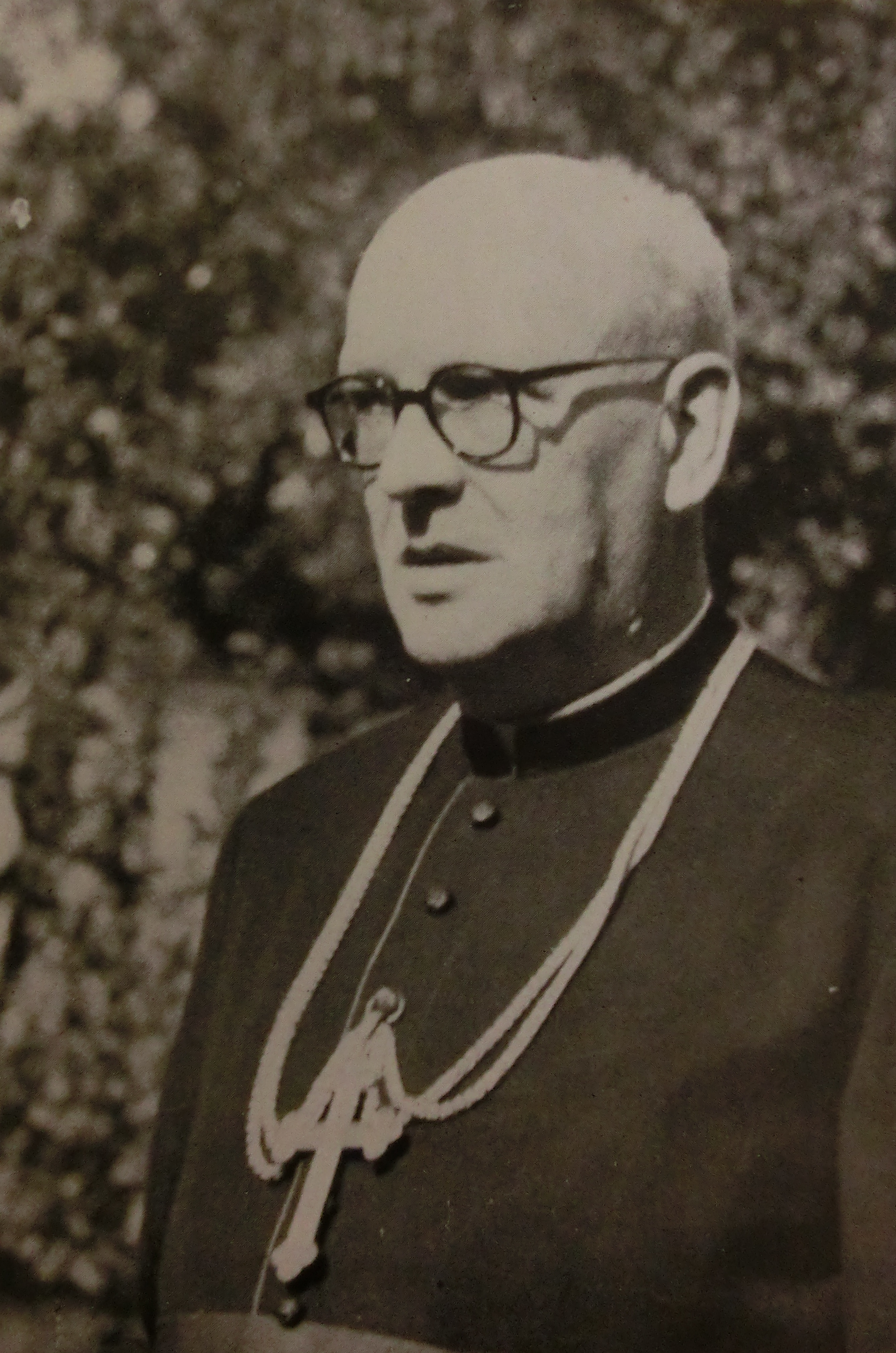
Eduard Oliva jako probošt litoměřické kapituly

Realizaci distribuce ilegálních finančních podpor rodinám důstojníků svěřil nakonec Janák Katolické Charitě (po dohodě s jejím tehdejším ředitelem Msgre. PhMr. Eduardem Olivou). Katolická Charita měla k tomuto účelu nejen dobře sehraný personál, ale poskytovala charakterem své statutární činnosti (pomoc rodinám v nouzi) i krytí před německými represivními složkami (gestapo, Sicherheitsdienst). Jak celý systém fungoval, popsal Eduard Oliva podrobně ve své blíže nedatované zprávě určené pro ústředí Katolické Charity:
V roce 1939 navštívil mě podplukovník duchovní služby Msgre. Janák, kterého jsem do té doby neznal. Sdělil mi, že odbojová skupina, kterou tvoří převážnou měrou důstojníci čs. armády, vyhlédla si mne jako ředitele Katolické Charity tomu, aby mým prostřednictvím, resp. prostřednictvím katolické Charity byly podporovány ženy a rodinní příslušníci našich vojáků, v prvé ředě letců, kteří odešli nebo ještě odejdou do zahraničí, aby tam bojovali proti okupantům. Rodiny těchto vojáků zůstávají zcela bez pomoci a okupanti přísně trestají každého, kdo by těmto rodinným příslušníkům poskytl pomoc. Illegální skupina považuje mne a organizaci, kterou řídím, t. j. Katolickou Charitu za nejvhodnější, aby jim byla poskytována pravidelná měsíční podpora tak, aby netrpěli bídu. Podplukovník Janák mi dále řekl, že za tím účelem má k dispozici určité prostředky, uložené na spořitelních knížkách Legiobanky, které jsou dány s vědomím a souhlasem Dr. Háchy. Upozornil mě, že věc je opravdu nebezpečná, ale že ujmu-li se podporování těchto osob, přispěji naší národní věci. Upozornil mne taktéž, že do věci nesmí být zasvěceno více osob, protože pak stoupá nebezpečí prozrazení a v případě prozrazení by určitě toto podporování rodinných příslušníků našich zahraničních vojáků trestali smrtí a okamžitým rozpuštěním celé Katolické Charity. Neváhal jsem ani chvíli a ihned jsem podplukovníkovi Janákovi prohlásil, že svěřený úkol budu plnit. Řekl jsem mu ovšem, že si formálně k tomu musím vyžádat souhlas od tehdejšího předsedy, preláta Dr. O. Stanovského. Pana preláta jsem se souhlasem pplk. Janáka navštívil a o jeho žádosti jej informoval. Prohlásil jsem, že odpovědnost beru na sebe a v případě prozrazení že o ničem neví. Pan prelát Stanovský mi dal k převzetí navrhovaného úkolu ihned souhlas, takže jsem druhého dne ihned mohl panu pplk. Janákovi sdělit, že svěřený úkol přejímám. Pplk. Janák odevzdal mi pak 3 spořitelní knížky vázané hesly, v celkovém obnosu přibližně 1 milionu korun. Na přesnou výši obnosu se již nepamatuji. Postup podpor byl dohovořen tak, že pplk. Janák mi bude nosit adresy osob, které mají být podporovány, já si opatrným způsobem prošetřím sociální poměry, ve kterých žijí a podle toho určím výši podpory, která ovšem musí být doručována tak, aby ti, kterým se dostane nevěděli odkud podpora je. Bylo to nezbytné bezpečnostní opatření, protože jinak by se byla věc již v zárodku prozradila. Pplk. Janák mně sdělil, že v případě, že by byl zatčen, přijde ke mně někdo jiný, kdo mi přinese další adresy. A tak jsem započal práci udělováním pravidelných podpor. 6.2.1940 jsem obdržel zprávu, že pplk. Janák byl zatčen.
Msgre. PhMr. Eduard Oliva, O fungování Katolické Charity za protektorátu ve spolupráci s Jaroslavem Janákem, 
Janákova ilegální skupina čítala několik důstojníků (mezi nimi byli např. plukovník Bohumil Boček, plukovník generálního štábu Jaroslav Vedral), kteří zjišťovali, kteří z vojáků odešli do zahraničí a kde bydlí jejich rodiny. Tito důstojníci pak Janáka neformálně „navštěvovali“ a adresy potřebných rodin mu předávali a Janák je pak podle potřeby nejméně 2x týdně předával při svých návštěvách pracovníkům Katolické Charity.

#### Odchody z protektorátu
Kromě zajišťování podpory strádajících rodin důstojníků pomáhal Janák (dle pověření ústředí vojenského odboje) s ilegálními přechody lidí přes hranice protektorátu do Polska tím, že vystavoval antedatované turistické legitimace. Plukovník generálního štábu Jaroslav Vedral byl spojkou mezi ústředím vojenského odboje a Janákem a při svých pravidelných návštěvách sděloval Janákovi (ve funkci vedoucího matričního oddělení vojenského spisového úřadu u ministerstva vnitra) hesla, jimiž se pak prokazovali žadatelé o „turistické legitimace“. Německým vojákům, kteří nepřetržitě hlídali budovu, kde Janák působil, pak důstojníci přicházející si vyzvednout „legitimace“ tvrdili, že účelem jejich návštěvy úřadu je pátrání v matrikách po svých árijských předcích.
Vydávání turistických legitimací vedl Janák na vlastní zodpovědnost, protože se ústředí KČST od této jeho ilegální aktivity distancovalo. Jediní, kdo věděli o Janákově práci, byl plukovník Jaroslav Vedral a tehdejší ředitel pražského odboru KČST Amer. A byl to právě Amer, kdo poskytl Janákovi zásobu tiskopisů těchto turistických legitimací, kulaté razítko a sérii pořadových čísel z roku 1935, 1936 a 1937, které se uvolnily úmrtím nebo vystoupením některých členů z klubu turistů.
Z důvodů utajení si Janák nevedl žádné písemné doklady o relativně velkém množství takto vydaných turistických legitimací a celá jeho „legitimační“ aktivita zůstala až do konce druhé světové války neprozrazena. Mezi těmi, komu tímto způsobem pomohl byli: generál Bruno Zapletal (1903–1976), generál Jan Satorie, generál Jaroslav Vedral, plukovník Josef Berounský (a celá jeho rodina), generál Bruno Sklenovský, plukovník generálního štábu Oldřich Španiel a další osoby.

Osoby, kterým Janák v odboji pomohl
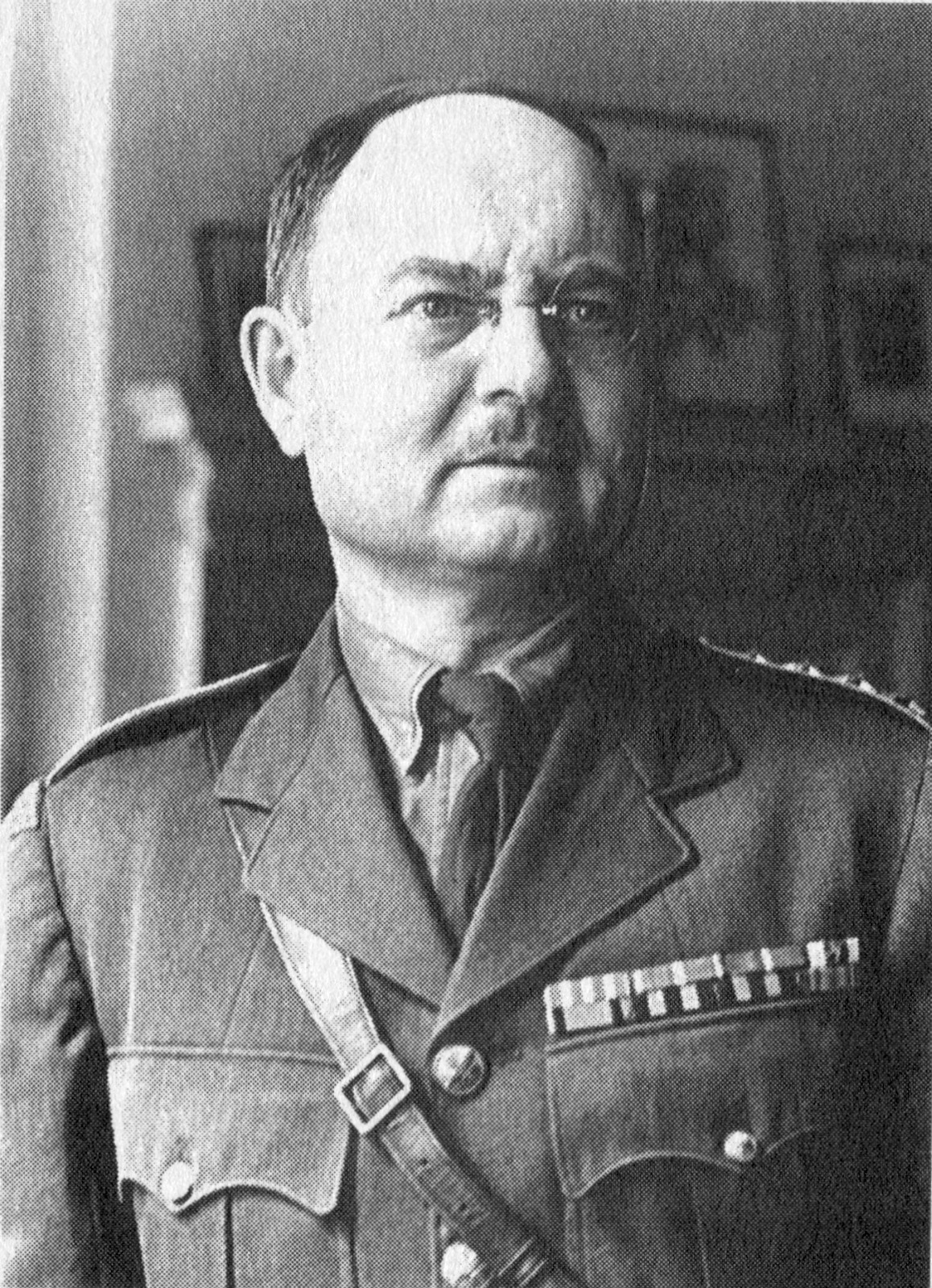
Jaroslav Vedral - Sázavský
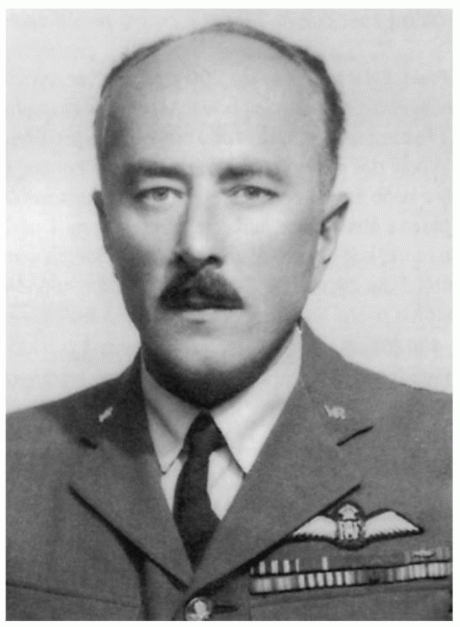
Josef Berounský
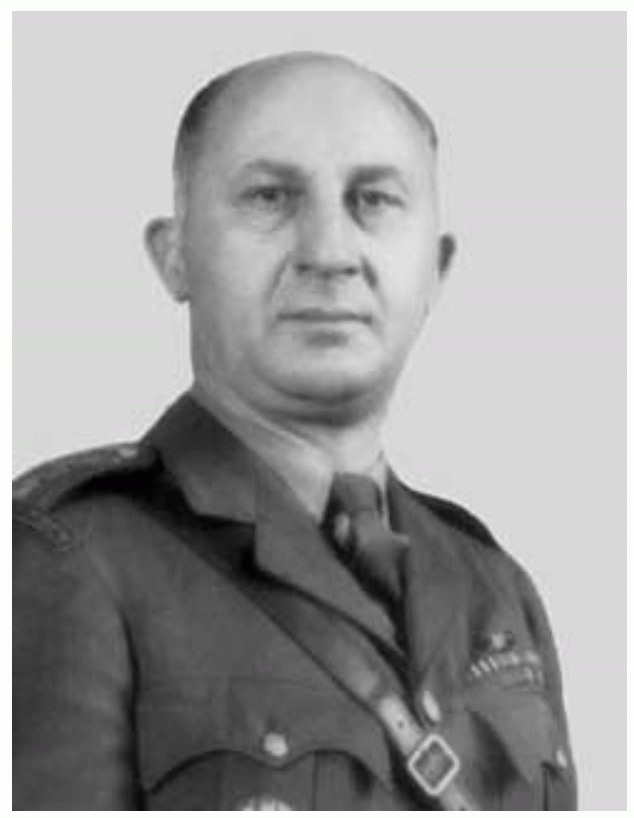
Bruno Sklenovský
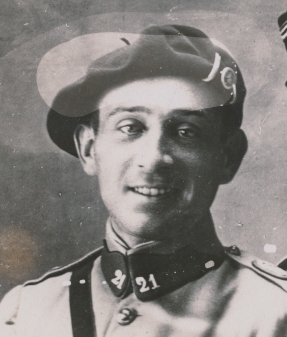
Oldřich Španiel

#### Vojenský spisový úřad při ministerstvu vnitra
Během likvidace Ministerstva národní obrany (MNO) dostal Janák za úkol reorganizovat duchovní oddělení tak, aby přečkalo protektorátní období. Za tím účelem vznikl Janákem navržený a strukturovaný vojenský spisový úřad při ministerstvu vnitra čítající skupinu vojenských matrik, skupinu evidence padlých a zemřelých a skupinu válečných hrobů. Reorganizace uchránila nejen pracovní místo generála Kubáně (získal funkci přednosty v hodnosti ministerského rady), ale i ostatní bývalí vojenští duchovní mohli dále působit na odpovídajících služebních místech. Jaroslav Janák vykonával funkci přednosty skupiny vojenských matrik, během dne pracoval v úřadě a po večerech se angažoval v protiněmeckém odboji.

#### Končící práce v odboji
První zatýkání gestapem v srpnu 1939 se týkalo některých členů tiskové služby a zpravodajců, ale v prosinci 1939 byli pozatýkáni další odbojáři včetně generála Dr. Viktora Spěváčka (1888-1941). V jemu zabaveném zápisníku bylo nalezeno Janákovo telefonní číslo 55249 (Janák bydlel tehdy na pražské adrese Lucemburská číslo 40) a i další Spěváčkovy kontakty na jeho spolupracovníky. Janák a někteří jeho pomocníci přesto dále pokračovali v ilegální práci, ale ti, co se ocitli v přímém ohrožení urychleně emigrovali do zahraničí (např. plukovník generálního štábu Čeněk Kudláček a plukovník generálního štábu Jaroslav Vedral).

### Zatčení gestapem a věznění

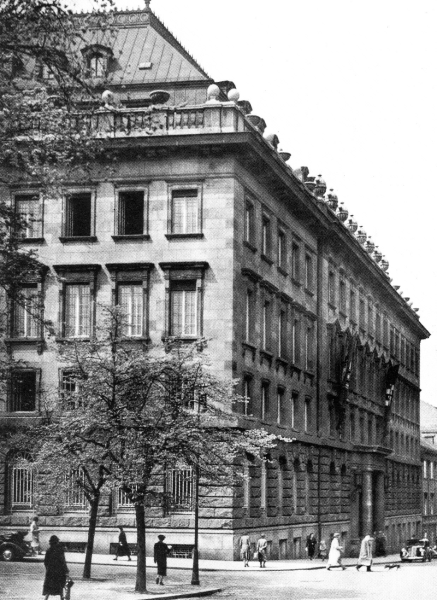
Pečkův palác v Praze, sídlo gestapa za německé okupace

V pondělí 5. února 1940 cestou do Katolické Charity a zpět zjistil Janák, že je sledován a následujícího dne v úterý 6. února 1940 v 06.30 byl zatčen gestapem ve svém bytě a odvezen do Petschkova paláce. V podzemní místnosti, kam byl následně odveden, byli přítomni i další zajištění důstojníci (major Komárek, plukovník generálního štábu Josef Tacl, plukovník generálního štábu Josef Kohoutek (1896–1942), plukovník generálního štábu Josef Kazda (1896–1942), plukovník generálního štábu Josef Jirka (1896-1942), generál Vladimír Haering a další), celkem asi sto zatčených osob. Všichni pak byli odvezeni do pankrácké věznice a po osobní prohlídce byli rozděleni do jednotlivých cel; Janák byl dán do samovazby číslo 11 v přízemí. Dne 19. února 1940 jej sice mohla navštívit na pět minut Angela Kupfová, ale nemohl s ní promluvit.
Dne 27. února 1940 byl odvezen do Petschkova paláce, kde celý den očekával výslech. Výslech se nekonal, ale při čekání jej šikanoval mladý esesák tím, že byl Janák nucen dělat dřepy až do vyčerpání a následných mdlob. Poté byl odvezen zpět do pankrácké věznice. V týdnu od 21. března 1940 až do 24. března 1940 žádal Janák dozorce o přístup do kostela ke zpovědi, ale dočkal se jen surového zbití. Jídlo ani vodu nedostával od začátku dubna 1940 po dobu několika dní a po pokusu použít k pití vodu ze záchodu byl brutálně zbit a zkopán. Zkrvaveného Janáka přesunuli do samovazby ve 2. patře, kde s ním v cele pobýval fiktivní vězeň (nastrčený agent), který se snažil z Janáka neformálním hovorem získat informace o jeho činnosti v odboji.
Hladovka a těžké bití způsobily u Janáka psychické problémy, halucinace a bludné představy o domově, rodině a podobně. Po návštěvě lékaře v Janákově cele dne 10. dubna 1940 byl převeden do vězeňské nemocnice k MUDr. Oldřichu Navarovi (1889–1953). Ten Janáka následně poslal přes policejní ředitelství do ústavu pro duševně choré, na psychiatrické oddělení profesora Zdeňka Myslivečka, kam byl Janák zaevidován ve čtvrtek 11. dubna 1940 v 17.00 hodin pod číslem 7980. Druhý den v pátek 12. dubna 1940 při vizitě spojené s vyšetřením zjistil profesor Mysliveček, že je Janákův stav velmi vážný (a doporučil dát Janáka svátostně zaopatřit).

### Na psychiatrii

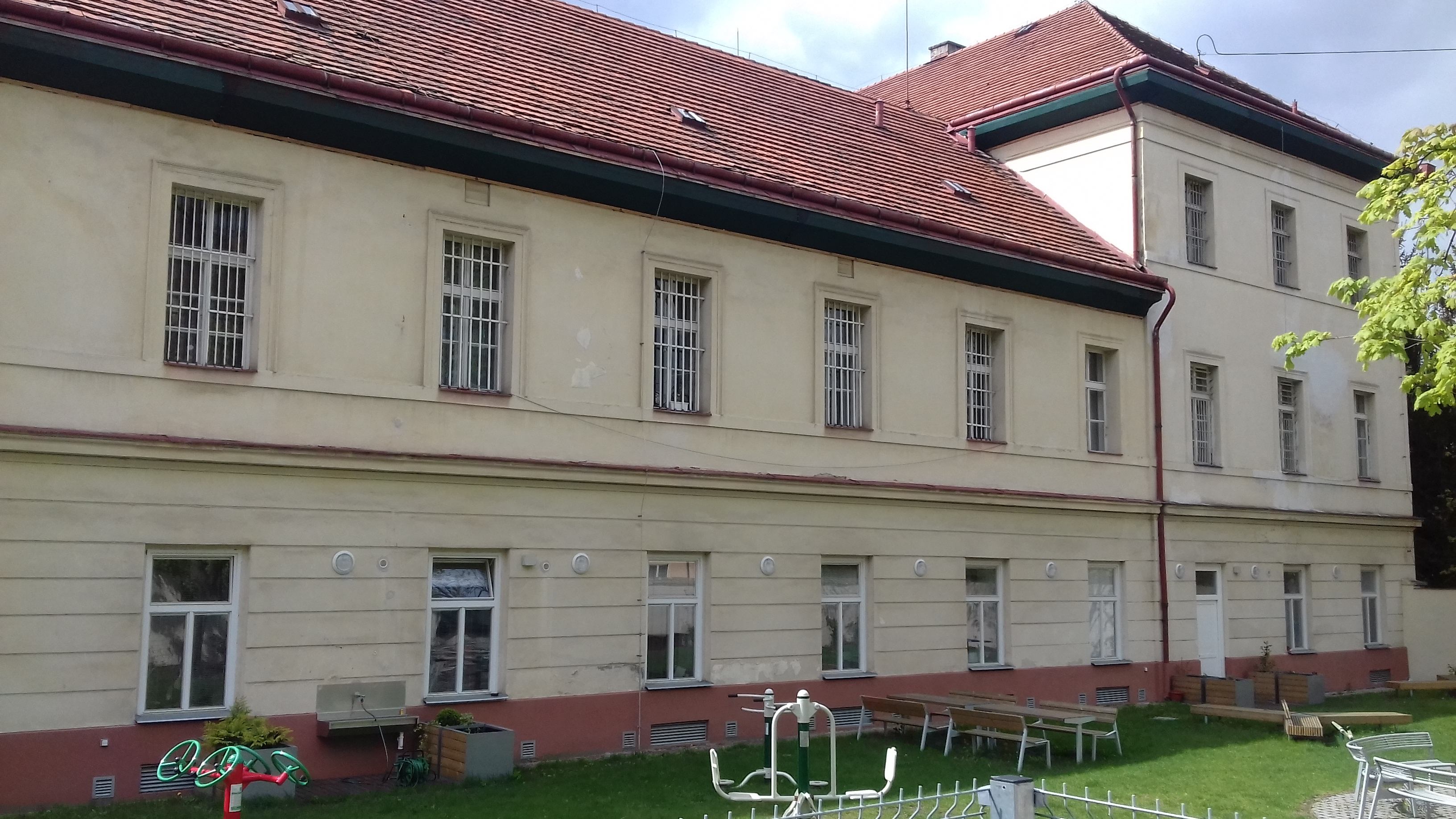
Psychitrická klinika 1. lékařské fakulty Univerzity Karlovy v Kateřinské ulici v Praze

Na psychiatrii trpěl Janák v prvních dnech hospitalizace hlubokou duševní depresí spojenou s obavami z dalších výslechů a bití na gestapu. Po týdnu pátrání po pražských nemocnicích nalezla Angela Kupfová konečně místo, kam byl Janák převezen a v neděli 14. dubna 1940 jej navštívila. Po přeložení Janáka z příjmu na klidnější oddělení psychiatrie jej mohla Angela Kupfová navštěvovat každý den v dopoledních i odpoledních hodinách, což kladně působilo na jeho uzdravování.
Janák trpěl špatnou stabilitou a měl potíže s chůzí jako následek úderu do hlavy, ale po měsíci hospitalizace byl již schopen normální chůze po ústavním parku, kde trávil převážnou část času. Od začátku podzimu 1940 měl Janák povoleno v parku i pracovat a kromě Angely Kupfové jej mohli navštěvovat i jeho bývalí kolegové, kamarádi a manželky uvězněných vojáků.
Do kanceláře kliniky byl Janák na administrativní práce (archivování starých a nových chorobopisů) přidělen na jaře roku 1941. Kromě toho pomáhal specialistům připravovat podklady pro publikační a studijní činnost a na podzim 1941 spolupracoval Janák dokonce s týmem asistentů a docentů na přípravě sborníků vědeckých prací k příležitosti 60. výročí narození profesora Zdeňka Myslivečka.

### V Bohnicích

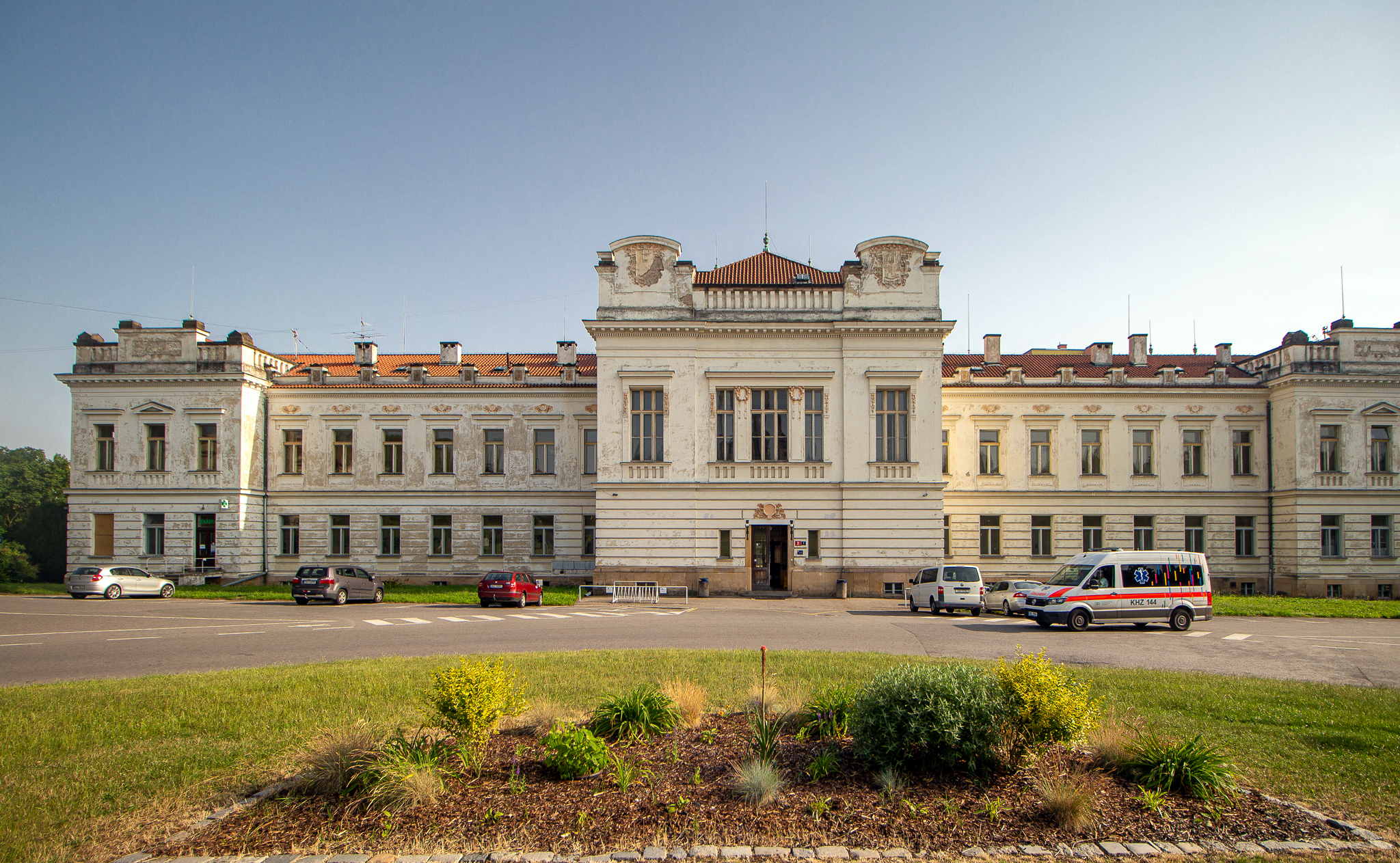
Psychiatrická nemocnice Bohnice – administrativní budova u hlavního vchodu v pohledu z ulice

Janák byl přemístěn do ústavu v Bohnicích, protože ke dni 8. srpna 1942 byla psychiatrická klinika zrušena. Ještě v den příjmu nastoupil Janák v Bohnicích do lékařské kanceláře na mužském oddělení a po krátké aklimatizaci pokračoval dál v odbojové činnosti. Dne 28. září 1942 v noci bylo 14 ústavních opatrovníků ve věku 40 až 50 let (většinou otců od rodin), členů ilegální organizace KSČ, zatčeno, odvezeno do věznice pražského gestapa a pak do koncentračního tábora Osvětim. Peníze od továrníka, který dodával svoje produkty Němcům, přicházely od plukovníka Holce, Holcův přítel Janák je předával dále MUDr. Aloisovi Plískalovi, který finanční prostředky nakonec rozděloval potřebným rodinám zatčených ústavních opatrovníků.
Kromě toho se v ústavu v Bohnicích Janák staral o politické chovance, kteří se dostali do ústavu z vězení tím, že je včas informoval o telefonicky hlášených návštěvách příslušníků gestapa, kteří si je přáli vidět.
Prostřednictvím Angely Kupfové se Janákovi v roce 1944 podařilo získat z ústředí KČST speciální mapy. Ty byly určeny pro partizánskou skupinu operující v křivoklátských lesích a běžně nebyly v té době odbojovým skupinám dostupné.
Bohumil Werner (syn policejního strážmistra) oslovil Janáka v Bohnicích v dubnu 1945 s žádostí o pomoc při získání lékařského posudku o duševní nemoci pro studenta Jiřího Preiningera, který byl odsouzen k trestu smrti a měl být popraven v pankrácké věznici. Janák vlastnil prázdný ambulantní lístek z let 1941 a 1942 (ještě z kliniky profesora Zdeňka Myslivečka), který vyplnil na jméno Jiřího Preiningera a to tak, aby lístek dokazoval, že Preininger již dříve navštěvoval ambulanci pro duševně choré. V doprovodu Angely Kupfové (jako opatrovnice) během nedělního volna na povolené vycházce navštívil Janák docentku Olgu Skaličkovou (1906–1969) v endokrinní ambulanci, která na lístek krom svého podpisu připojila i odpovídající diagnózu (schizofrenii). Takto antedatovaný podvržený lístek předal Janák sestře Bohumila Wernera. Ta dokument předala do rukou Preiningerova právního zástupce JUDr. Hudery. Díky tomuto listinnému důkazu byla poprava odložena a Jiří Preininger se dočkal konce druhé světové války.

### Pražské květnové povstání 1945

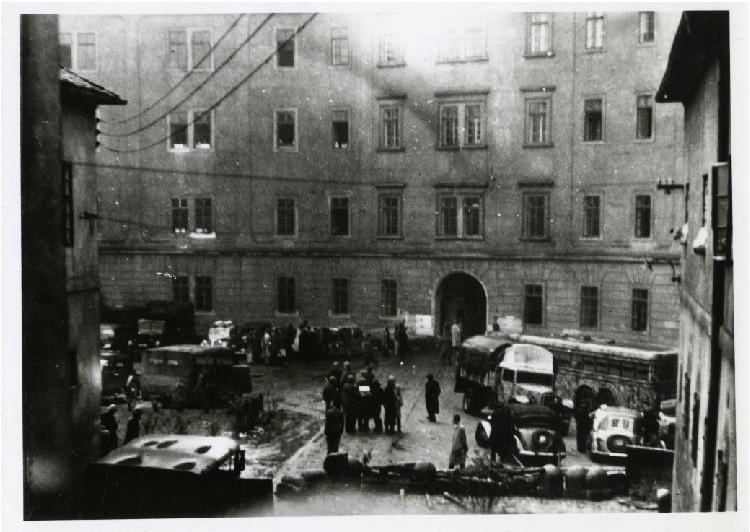
Kasárna Jiřího z Poděbrad na náměstí Republiky v době Pražského povstání (5. května 1945)

MUDr. František Kuhn, ředitel bohnického ústavu, propustil Janáka dne 3. května 1945 z léčení na základě Janákovy žádosti. Dne 5. května 1945 se Janák vydal z místa bydliště (Praha XI., Lucemburská číslo 40) v uniformě na cestu do kasáren Jiřího z Poděbrad na náměstí Republiky, kde předpokládal dislokaci hlavního velitelství povstalců. Nálet Luftwaffe na budovu ředitelství státních drah U Bulhara zastavil Janáka u železničního mostu nad Seifertovou ulicí, kde se dostal do minometné palby a musel svůj pokus (tentokrát již úspěšný) o připojení se k povstalcům zopakovat až v noci z 5. na 6. května 1945. Během květnových revolučních dní roku 1945 pracoval Janák na ošetřovně v kasárnách Jiřího z Poděbrad pod vojenským velitelstvím Praha–střed. V době od 16. do 31. května 1945 pak Jaroslav Janák sloužil u posádkového velitelství Velké Prahy.

### Po druhé světové válce

#### Úsilí o obnovení duchovní služby v armádě
Od 1. června 1945 nastoupil Janák svoji poválečnou armádní službu ve spisovém oddělení u I. odboru Ministerstva národní obrany a zároveň se snažil iniciovat opětovné zavedení duchovní služby do československé armády. Postupně vypracoval několik mamorand, kde popisoval a hodnotil úlohu příslušníků vojenské duchovní správy v období Protektorátu Čechy a Morava:
- Při zřizování protektorátního vládního vojska, podřízeného německému okupačnímu veleni, nebyla vojenská duchovní správa do vládního vojska začleněna, čímž nebyla diskreditována spoluprací s Němci.
- Během druhé světové války bylo mnoho vojenských duchovních vězněno a mučeno (to platilo např. o generálu duch. Msgre. Methoději Kubáňovi).[50]
- V domácím protiněmeckém odboji se angažovalo mnoho vojenských duchovních.
- Svůj význam měla i práce vojenských duchovních v zahraničních vojenských jednotkách na Západě.

O přínosu opětovného zavedení duchovní služby do armády Janák přesvědčil svého kolegu z odboje – náčelníka generálního štábu armádního generála Bohumila Bočka i ministra národní obrany armádního generála Ludvíka Svobodu. Nakonec tuto problematiku projednala vláda a rozhodla ve prospěch obnovení armádní duchovní služby.

Osobnosti, které se zasloužily o poválečnou obnovu duchovní služby
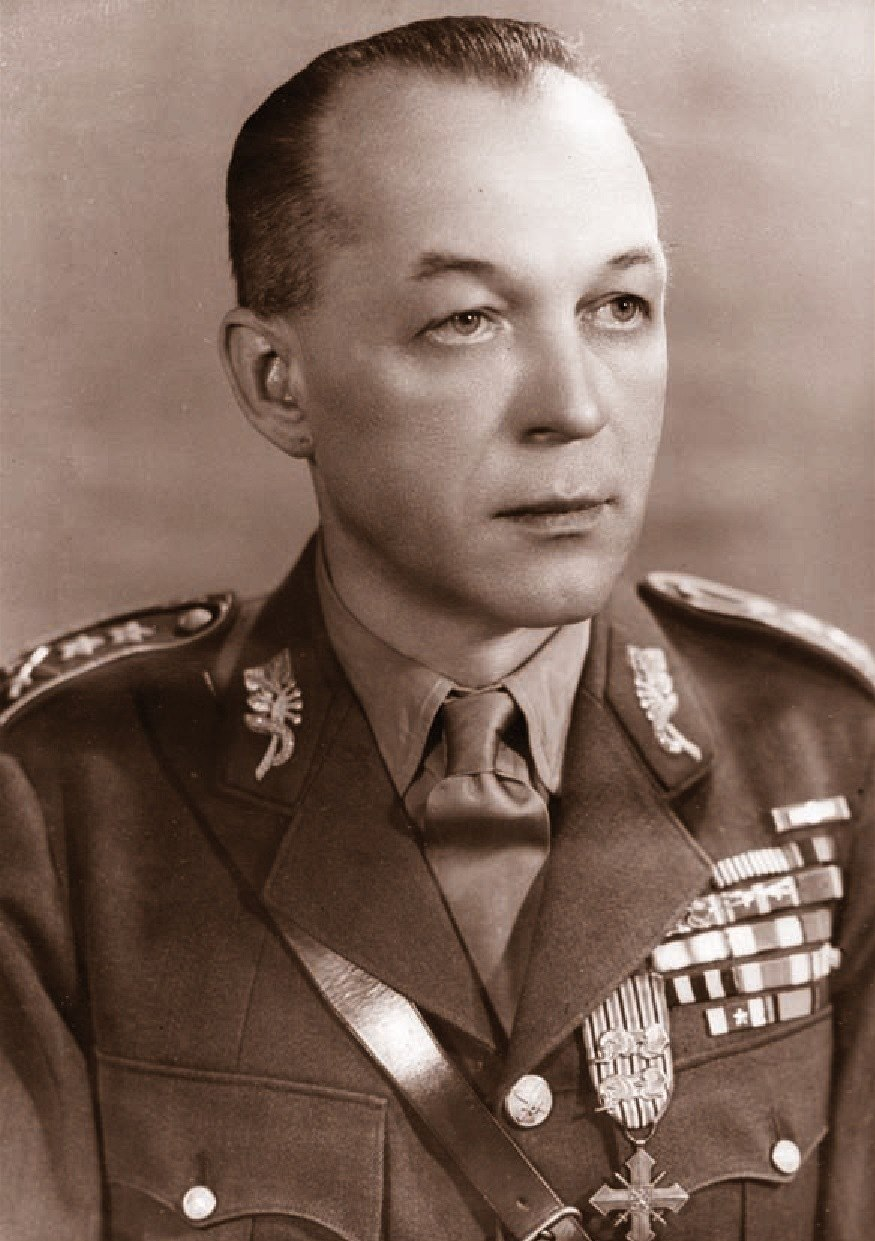
Náčelník generálního štábu armádní generál Bohumil Boček
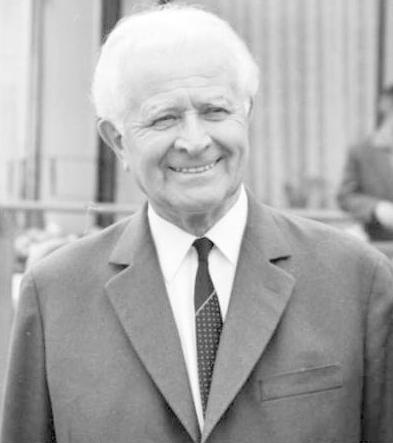
Ministr národní obrany armádní generál Ludvík Svoboda

#### Přednosta duchovní služby
Jaroslav Janák promptně vypracoval návrh systematizace pro jednotlivá vyznání a čekal na rozkaz k zahájení budování vojenské duchovní služby. Koncem ledna 1946 byl povolán na jednání o této problematice k ministru Ludvíku Svobodovi, kterého se účastnil i generál Bohumil Boček a generál intend. Bruno Zapletal (1903–1976). Jako přednostu duchovní služby navrhoval na schůzce Janák tajného komořího Jeho Svatosti Msgr. plk. duch. PhDr. Felixe Hoblíka. A byl to právě generál Bohumil Boček, kdo navrhl na funkci prvního přednosty znovu ustavené poválečné vojenské duchovní služby svého spolupracovníka v odboji Jaroslava Janáka, s kterýmžto návrhem ministr Ludvík Svoboda souhlasil. Arcibiskupská konzistoř neměla proti Janákovu jmenování do funkce z církevní strany námitky a tak se Jaroslav Janák k 1. únoru 1946 ujal úřadu přednosty duchovního oddělení a zahájil jeho personální i materiální výstavbu. (Duchovní oddělení bylo začleněno do I. odboru Ministerstva národní obrany pod označením I./6. oddělení.) Církevní jurisdikci z Říma, která byla ještě nutná pro výkon této funkce, získal Janák až s dvouročním zpožděním.

#### Aktivity vojenské duchovní služby
V Janákově nejužším týmu pracovali:
- major Rakús (katolík);
- major Pouchlý (katolík);

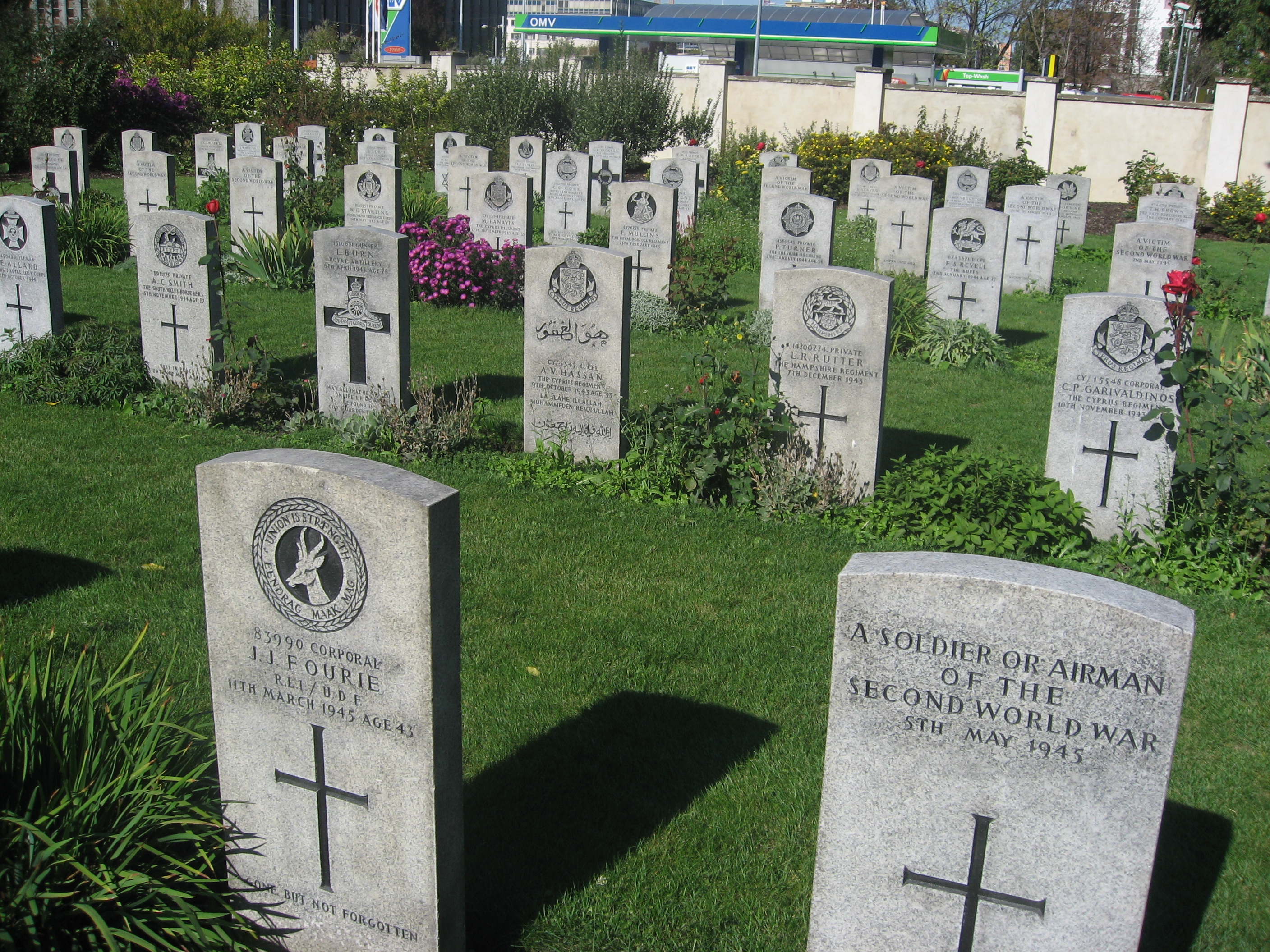
Olšanské hřbitovy, pohřebiště vojáků ze zemí Commonwealthu

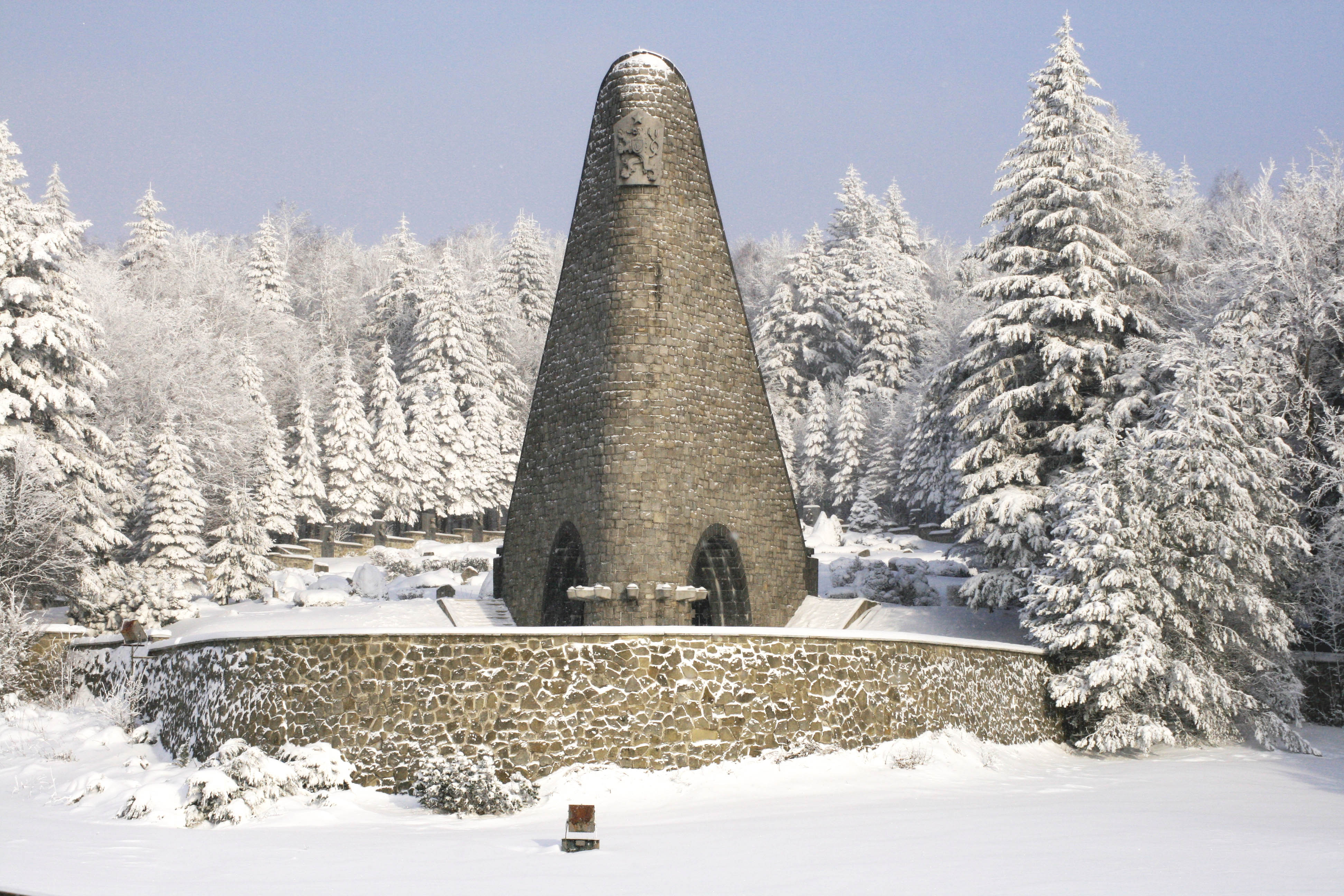
Památník příslušníkům 1. československého armádního sboru na Dukle

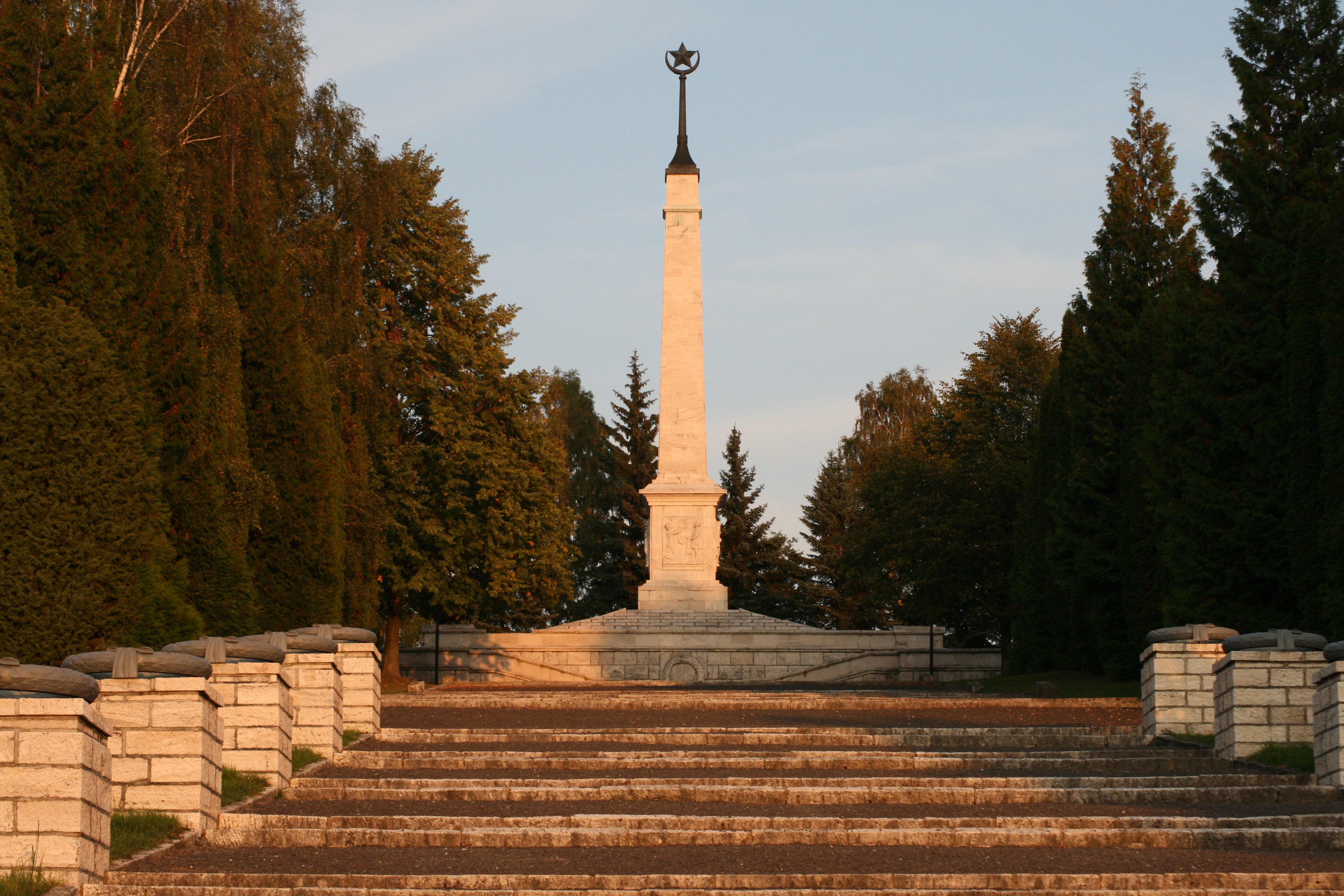
Památník vojákům čs. armády v Liptovském Mikuláši

- major Kopal (církev československá) a
- podplukovník Kováč (evangelík).

Janák postupně povolal a ustanovil na služební místa všechny dosažitelné a druhou světovou válku přeživší kolegy, aktivoval vojenské kaplany, ... atd. Také se snažil, aby byl pražský arcibiskup kardinál Josef Jaroslav Beran jmenován armádním ordinářem.
Do hodnosti plukovníka byl Janák povýšen dne 25. října 1946 (s pořadím od 28. října 1941) a do hodnosti generála byl povýšen s pořadím od 28. října 1944.
Mezi úkoly duchovních v armádě po druhé světové válce patřila evidence a soustřeďování padlých vojáků do společných hřbitovů. V případě padlých příslušníků Rudé armády se jednalo o více než 100 tisíc vojáků rozptýlených po celém území Československa. Tato činnost byla zahájena již v roce 1945 a v roce 1946 spolupracovali armádní duchovní s americkou misí při exhumaci ostatků padlých a zemřelých příslušníků americké armády včetně jejich převozu (červen 1946 až prosinec 1946) do Francie.
Exhumace těl anglických vojáků a soustředění (transport) jejich ostatků na hřbitov v Praze na Olšanech proběhlo v roce 1947. Současně s touto akcí byla připravována mezistátní smlouva mezi Anglií a Československem o udržování hřbitova anglických vojáků na našem území a reciprocitně českých vojáků na území Anglie. Smlouva byla podepsána za Janákovy osobní účasti na Ministerstvu zahraničních věcí v přítomnosti velvyslance Piersona Johna Dixona (1904–1965) a ministra zahraničních věcí Vladimíra Clementise.
Dne 30. října 1947 kancelář legií Ministerstva národní obrany přiznala Jaroslavu Janákovi charakter bojovníka za osvobození jako politického vězně, a to na období od 6. února 1940 do 5. května 1945.
Budování válečných hřbitovů a důstojného památníku na Dukle a u Liptovského Mikuláše se věnoval Janák na svých cestách na Slovensko v roce 1948.

#### Závěr vojenské kariéry
Na jaře 1948 vypracoval Janák (společně s výcvikovou skupinou generálního štábu) novou osnovu pro školu záložních důstojníků duchovní služby. Osnova byla schválena a Janák připravil i plán její realizace. (Koncem roku 1948 byl na dobu jednoho měsíce hospitalizován se srdečním onemocněním.) Otevření školy záložních důstojníků duchovní služby bylo ale po intervenci arcibiskupa Josefa Berana odloženo až na rok 1949 a ministr národní obrany do té doby též odložil základní výcvik všem vojenským duchovním.
V rámci následné likvidace duchovní služby u československé armády byla Janákovi nařízena od 1. května 1949 zdravotní dovolená, která měla trvat až do vyřízení jeho penzionování, k němuž došlo 1. srpna 1949. Jaroslav Janák se nikdy netajil negativním postojem k novým komunistickým pořádkům ani svým jednostranně záporným pohledem na SSSR.
Někdy mezi léty 1949 až 1951 se Jaroslav Janák odstěhoval z Vinohrad (z Lucemburské ulice) na Zbraslav II (Dukelské třída 269). Zde také dne 11. června 1971 zemřel; pochován je v rodinném hrobě v Milevsku.

### Ocenění, vyznamenání, ...
Za dobu vojenské služby obdržel Jaroslav Janák následující vyznamenání:

#### Vojenská, udělená před druhou světovou válkou
- Československý válečný kříž 1918 (číslo 32793; 13. prosince 1930);
- Dobrovolecký kříž (číslo 827; 20. května 1939);
- Jugoslávská koruna IV. třídy (číslo 80714; 24. srpna 1939);
- Pamětní odznak 1938 (číslo 1156; 20. listopadu 1938);
- Medaile vítězství (číslo 21.853; 2. července 1937);
- Pamětní medaile FIDAC (číslo 1009/46; 17. září 1937);

#### Vojenská, udělená po druhé světové válce
- Československá vojenská medaile za zásluhy I. stupeň (číslo 7226; 26. ledna 1946);
- Československý válečný kříž 1939 (číslo 21.532; 15. dubna 1946);
- Československá medaile za chrabrost (číslo 12.142; 15. dubna 1946);
- Pamětní odznak národní gardy z roku 1938 (číslo 6438; 28. října 1945);
- Štefánikův pamětní odznak I. stupně (číslo 226; 31. prosince 1945);
- Záslužný odznak 1945 obce dobrovolců 1918 – 1919 (číslo 419; 5. května 1946);
- Pamětní odznak dobrovolců Slovenska za věrnost v r. 1918 – 1938 (číslo 800/3403/47);
- Pamětní medaile dobrovolců z Itálie (číslo 10.092; 21. dubna 1948);
- Pamětní odznak SOPVP (politických vězňů) (číslo 14.418; 5. června 1948);
- Odznak krále Karla IV. 1. třídy (číslo 100/612/47; 28. října 1948);
- Stříbrná medaile 4. pluku Stráže svobody v Plzni (číslo 3080; 24. října 1948);
- Bronzová medaile krále Karla IV. (číslo 12.544; 10. listopadu 1948).

#### Další ocenění
Jaroslav Janák byl také oceněn za služby v I./6. oddělení (duchovním) Ministerstva národní obrany (za práci pro ordinariát branné moci) od svých církevních představených:
- 1. října 1930: jmenování biskupským notářem českobudějovické diecéze;
- 9. listopadu 1939: jmenování čestným konsistorním radou českobudějovické konsistoře (u příležitosti Janákovo 50. narozenin);
- 26. října 1939: jmenování nadpočetným tajným papežským komořím s titulem Monsignore (dekretem státního sekretariátu Jeho Svatosti číslo 2658).[51]

## Publikační činnost
- JANÁK, Jaroslav, ed. Vedení vojenských matrik / pro potřebu vojenských duchovních zpracoval Jaroslav Janák. Praha: [nákladem vlastním], 1938; 96 stran
- JANÁK, Jaroslav. Turistická cesta generála Šnejdárka. In: Časopis turistů. Ročník XLI. Praha: Klub československých turistů v Praze, 1929, strany 67 až 76